# Fürstentum Lüneburg
Das Fürstentum Lüneburg war ein reichsunmittelbares Territorium der Welfen im Heiligen Römischen Reich auf dem Gebiet des heutigen Landes Niedersachsen. Es ging 1269 aus der Teilung des Herzogtums Braunschweig-Lüneburg hervor. Durch den Erwerb zahlreicher Grafschaften, Vogteien und Gerechtigkeiten im 13. und 14. Jahrhundert gelang den Lüneburger Fürsten die Bildung eines geschlossenen Herrschaftsbereiches und eine deutliche Erweiterung ihres Territoriums. Nach dem Aussterben der Lüneburger Linie der Welfen im Jahr 1369 entwickelte sich um die Nachfolge im Fürstentum der Lüneburger Erbfolgekrieg. Die Braunschweiger Linie des Welfenhauses, die nach den welfischen Hausgesetzen erbberechtigt gewesen wäre, stand den askanischen Herzögen von Wittenberg gegenüber, die inzwischen von Kaiser Karl IV. mit dem Fürstentum belehnt worden waren. 1388 wurde der Konflikt endgültig zugunsten der Welfen entschieden.
1428 kam es zu einer erneuten Aufteilung des welfischen Besitzstandes, bei der das Fürstentum Lüneburg im Wesentlichen die Grenzen erhielt, die für die nächsten Jahrhunderte Bestand hatten. Das Fürstentum Lüneburg umfasste zu dieser Zeit das Gebiet der heutigen Landkreise Harburg, Lüneburg, Uelzen, Heidekreis, Celle, Gifhorn, Lüchow-Dannenberg und Teile der heutigen Region Hannover auf einer Fläche von ca. 12.500 km². Landschaftlich war es vor allem durch die Geestlandschaft der Lüneburger Heide und die Marschlande im Urstromtal der Elbe geprägt.
1527 führte Herzog Ernst der Bekenner die Reformation im Fürstentum ein. Unter Herzog Georg Wilhelm, dem Heideherzog, kam es im 17. Jahrhundert zu einer letzten Blüte des Celler Hofes. In seine Zeit fiel der Bau des noch heute betriebenen Barocktheaters, die Anlage des Französischen Gartens und die Gestaltung der Schlossfassade in barocker Form. Nach seinem Tod im Jahr 1705 fiel das Fürstentum Lüneburg an das allgemein als Kurfürstentum Hannover bezeichnete Kurfürstentum Braunschweig-Lüneburg, blieb aber auch im Kurfürstentum und späteren Königreich Hannover Bezugspunkt für die Verwaltung. Die aus dem Territorium des Fürstentums bestehende Landdrostei Lüneburg war Vorgänger der Bezirksregierung Lüneburg, die bis 2005 bestand. Seit 1990 gibt es den Lüneburgischen Landschaftsverband, der sich auf das historische Fürstentum bezieht und im Auftrag des Landes Niedersachsen kulturpolitische Aufgaben wahrnimmt.

## Geographie
Nach der Teilung des Herzogtums Braunschweig-Lüneburg im Jahr 1269 bestand der Besitz der Lüneburger Fürsten aus einer Vielzahl von Herrschaftsrechten in der Region zwischen Celle und Lüneburg. Erst durch den Erwerb weiterer Grafschaften, Vogteien und Gerechtigkeiten im 13. und 14. Jahrhundert gelang die Bildung eines geschlossenen Herrschaftsbereiches. Nach einer erneuten Aufteilung der Fürstentümer Braunschweig-Wolfenbüttel und Lüneburg zwischen den welfischen Herzögen im Jahre 1428 war die territoriale Entwicklung des Landes weitgehend abgeschlossen. Das Fürstentum Lüneburg umfasste zu dieser Zeit das Gebiet der heutigen Landkreise Harburg, Lüneburg, Uelzen, Heidekreis, Celle, Gifhorn, Lüchow-Dannenberg und Teile der heutigen Region Hannover und war ca. 12.500 km² groß. In den folgenden Jahrhunderten kam es nur noch zu kleineren Gebietsveränderungen. Die im 16. Jahrhundert an die Lüneburger Fürsten gefallenen Grafschaften Hoya und Diepholz behielten ihre territoriale Eigenständigkeit, ebenso im 17. Jahrhundert das Fürstentum Grubenhagen. Die abgeteilten Herrschaften in Gifhorn, Dannenberg und Harburg erlangten hingegen keine vollständige Souveränität und blieben Teile des Fürstentums.
Landschaftlich war das Fürstentum im Wesentlichen von der Geestlandschaft der Lüneburger Heide geprägt, hinzu kamen die Marschlande im Urstromtal der Elbe. Wichtige Flüsse waren neben der Elbe die Ilmenau, die Aller und die Örtze. Der Wilseder Berg mit einer Höhe von 169,2 m ü. NN war die höchste Erhebung im Fürstentum, größtes Waldgebiet die Göhrde, ein rund 75 km² großes Laubmischwaldgebiet zwischen Dannenberg und Lüneburg.

## Geschichte

### Vorgeschichte

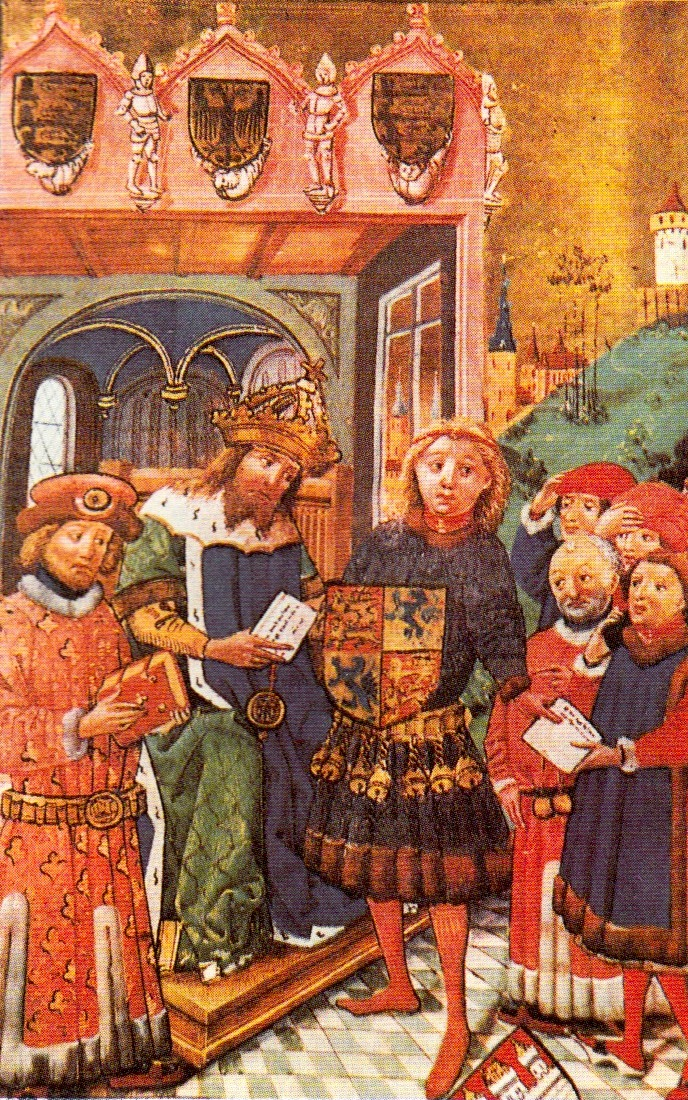
Friedrich II. belehnt Otto das Kind 1235 auf dem Mainzer Hoftag mit dem Herzogtum Braunschweig-Lüneburg. Buchillumination von Hans Bornemann in der Lüneburger Sachsenspiegelhandschrift aus den 1440er Jahren.

Das Territorium des späteren Fürstentums Lüneburg war bis ins 12. Jahrhundert Teil des Herzogtums Sachsen. In den 1170er Jahren kam es zwischen dem sächsischen Herzog Heinrich der Löwe und Kaiser Friedrich Barbarossa zunehmend zu Spannungen. Dieser Konflikt gipfelte 1180 in der Verhängung der Reichsacht gegen Heinrich den Löwen und der Zerschlagung des Herzogtums auf dem Hoftag zu Gelnhausen. Die sächsische Herzogswürde ging an die Askanier, die jedoch nur über einen kleinen Teil des alten Herzogtums die Kontrolle erlangen konnten. Anstelle des Herzogtums etablierte sich in den folgenden Jahrzehnten eine Vielzahl von reichsunmittelbaren Herrschaften. Heinrich der Löwe konnte nach einer mehrjährigen Verbannung auf seine mütterlicherseits ererbten Eigengüter zurückkehren und dort bis zu seinem Lebensende bleiben.
Seinem Sohn Heinrich folgte sein Enkel Otto das Kind, der 1227 die Herrschaft über die Besitztümer der Welfen übernahm. Im Zuge der staufisch-welfischen Aussöhnung übertrug er seine Eigengüter Kaiser Friedrich II. und wurde im Gegenzug auf dem Mainzer Hoftag von 1235 mit dem neu gegründeten Herzogtum Braunschweig-Lüneburg mit den beiden Burgen in Braunschweig und Lüneburg und den zugehörigen Eigenbesitz der Welfen belehnt. Eine darüber hinausgehende Territorialherrschaft in den sächsischen Landen war mit der Verleihung der Herzogswürde nicht verbunden. Erst durch den Erwerb zahlreicher Vogteien, Grafschaften und Städte bildete sich ein geschlossener Herrschaftsbereich heraus. Nach Ottos Tod 1252 folgten ihm seine Söhne Albrecht und Johann, die gemeinsam die Regierung übernahmen. Nach Johanns Heirat im Jahr 1265 wurde 1267 ein Teilungsvertrag geschlossen und 1269 vollzogen. Albrecht erhielt das Fürstentum Braunschweig, Johann das neue Fürstentum Lüneburg. Eine Reihe von Besitztümern und Gerechtigkeiten blieben im Besitz des Gesamthauses.

### Altes Haus Lüneburg
Johann wurde durch die Teilung des Herzogtums zum ersten Regenten des neuen Fürstentums Lüneburg und zum Gründer des alten Hauses Lüneburg. Durch den Sieg in einer Fehde mit den Grafen von Schwerin erwarb er die Siedlung Uelzen, der er 1270 die Stadtrechte verlieh. Nach vergeblichen Versuchen, die Lüneburger Saline unter seine Kontrolle zu bringen, gewährte er der Stadt Lüneburg das Monopol auf den Salzhandel im Fürstentum.
Als Johann 1277 starb, war sein Sohn Otto der Strenge noch unmündig. Bis dieser 1282 selbst die Regierung übernehmen konnte, wurde sie von Vormündern unter Leitung des Braunschweiger Fürsten Albrecht und des Verdener Bischofs Konrad ausgeübt. Während seiner Regierung führte Otto zahlreiche Fehden, die zum Großteil jedoch ohne Folgen blieben. Eine Ausnahme war die Fehde gegen den Bischof von Hildesheim 1283, durch die er seinen Anspruch auf die Grafschaft Hallermund durchsetzen konnte. Käuflich erwarb er die Grafschaften Dannenberg (1303) und Lüchow (1320) sowie die Vogteien Bleckede (1308) und Hitzacker (1320), außerdem 1323 Gericht und Burg Bodenteich. Zur Finanzierung seiner Erwerbspolitik verkaufte er der Stadt Lüneburg 1293 seine Münzrechte für den nördlichen Teil des Fürstentums und 1322 für den südlichen Teil der Stadt Hannover.
Ottos Sohn Otto III. war bereits seit 1314 an der Regierung beteiligt, ab 1325 zog sich sein Vater völlig davon zurück. 1315 hatte Otto der Strenge eine Regelung erlassen, die eine Teilung des Besitzes zwischen Otto III. und seinem Bruder Wilhelm im Sinne einer Mutschierung vorsah. Zu dieser kam es jedoch nicht, ab 1330 regierten sie das Fürstentum gemeinsam. Ein Schwerpunkt ihrer Herrschaft in den ersten Jahren war die territoriale Konsolidierung des Fürstentums. So gelang es ihnen durch den Erwerb des Dorfes Fallersleben, des Gerichts Grevenla, der Grafschaft Papenteich, Schwülper und Wettmarshagen, ihren Besitz im Raum Gifhorn deutlich zu erhöhen. Ein weiterer Schwerpunkt war die politische Unterstützung der wirtschaftlich aufstrebenden Städte. Insbesondere der Lüneburger Handel profitierte von der Schiffbarmachung der Ilmenau zwischen Lüneburg und Uelzen sowie von Wirtschaftsverträgen zwischen den Lüneburger Fürsten und den Herzögen von Sachsen-Lauenburg. Die beiden Brüder regierten bis zum Tode Ottos III. im Jahre 1352 gemeinsam, anschließend führte Wilhelm die Regentschaft allein bis zu seinem Tode im Jahre 1369.

### Lüneburger Erbfolgekrieg

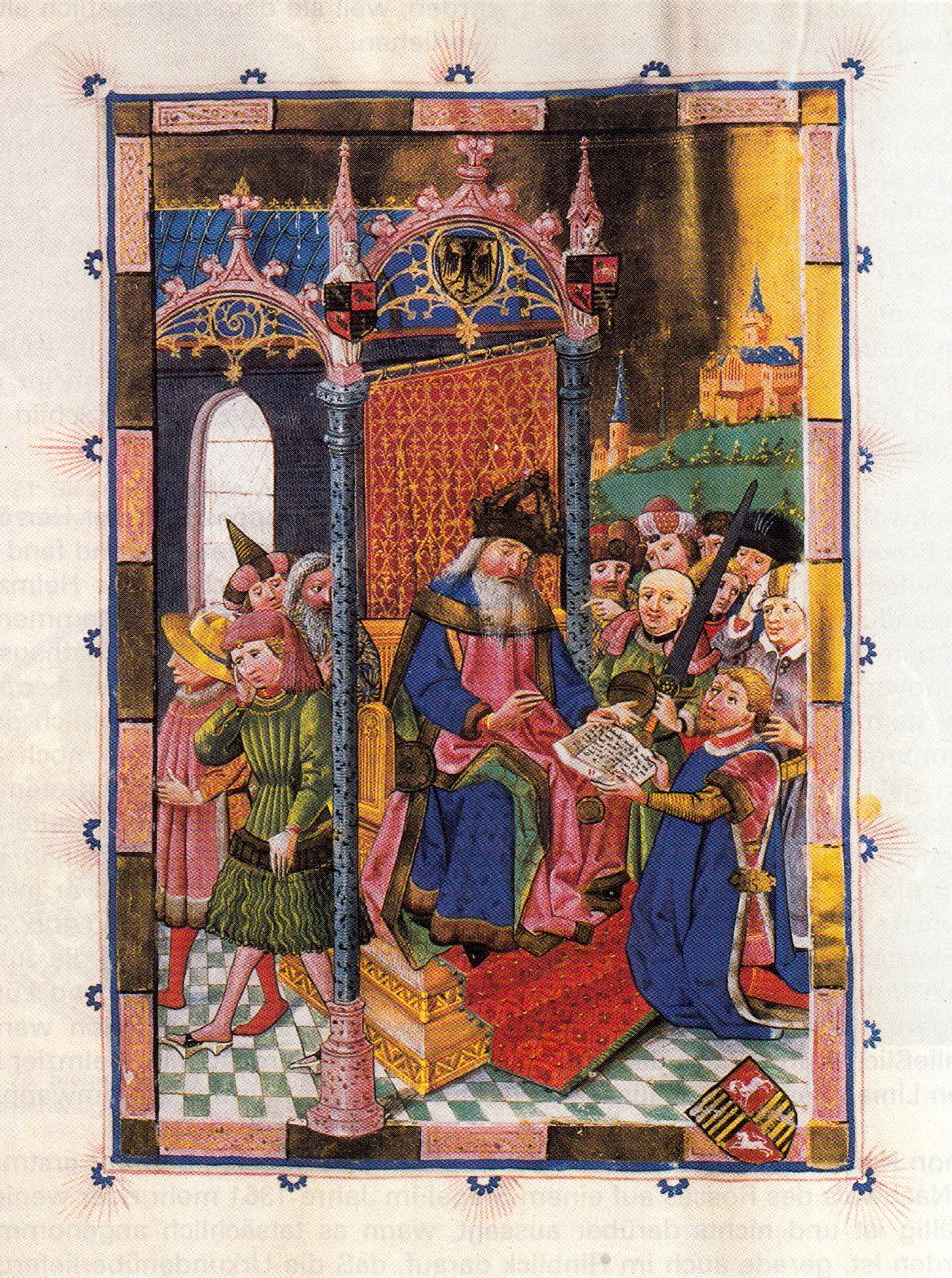
Die Belehnung der askanischen Herzöge von Sachsen-Wittenberg durch Kaiser Karl IV. mit dem Fürstentum Lüneburg löst den Lüneburger Erbfolgekrieg aus.

Nachdem Wilhelm II. von Lüneburg 1369 ohne männliche Nachkommen gestorben war, erlosch das ältere Haus Lüneburg. Nach den welfischen Hausgesetzen wäre der Braunschweiger Herzog Magnus II. Torquatus erbberechtigt gewesen. Kaiser Karl IV. betrachtete das Reichslehen jedoch als ans Reich zurückgefallen und belehnte Albrecht von Sachsen-Wittenberg und dessen Onkel Wenzel mit dem Fürstentum, wodurch der Lüneburger Erbfolgekrieg ausgelöst wurde. Die Stadt Lüneburg unterstützte die Wittenberger, nutzte die Gelegenheit, sich dem unmittelbaren Zugriff des Herzogs zu entziehen, und zerstörte am 1. Februar 1371 die herzogliche Burg Lüneburg auf dem Kalkberg. Dadurch war Magnus gezwungen, seine Residenz nach Celle zu verlegen. Ein Versuch am 21. Oktober 1371, dem Ursulatag, Lüneburg militärisch niederzuwerfen und sich der alten herzoglichen Rechte zu versichern, schlug fehl. In den militärischen Auseinandersetzungen in den folgenden Jahren konnten weder die Braunschweiger noch die Wittenberger ihre Ansprüche durchsetzen; erst der Frieden von Hannover 1373 beendete, zumindest vorerst, den Krieg. Entsprechend den dort getroffenen Vereinbarungen sollten die Welfen und die Wittenberger sich in der Regentschaft abwechseln. Dieser Vertrag sollte durch die Heirat der beiden ältesten Söhne des bereits 1373 verstorbenen Magnus Torquatus, Friedrich und Bernhard I., mit den beiden Töchtern Wenzels sowie die Heirat von Magnus’ Witwe mit Albrecht von Sachsen-Wittenberg abgesichert werden. Nachdem 1385 Albrecht gestorben war, wurde Bernhard I. als Mitregent in die Regierung aufgenommen. Der jüngere Bruder von Friedrich und Bernhard, Heinrich der Milde, sah sich dadurch in seinen Rechten übergangen und führte den Krieg fort. Nach dem Tode Wenzels und der Schlacht von Winsen im Jahre 1388 stand die Herrschaft im Fürstentum nach den Bestimmungen des Vertrages von Hannover aus dem Jahr 1373 dem Welfenhaus zu. 1389 kam es zu einem Erbverbrüderungsvertrag zwischen den Welfen und den Askaniern, womit der Vertrag von 1373 aufgehoben wurde und das Fürstentum endgültig für die Welfen gesichert war.

### Lüneburger Sate
Der Erbfolgekrieg hatte im Fürstentum zu einer großen Machtfülle der Landstände geführt. Um sich die Unterstützung der Städte und des niederen Adels zu sichern, waren sowohl die Welfen als auch die Askanier gezwungen, den Landständen umfassende Privilegien zuzusichern und ihnen zahlreiche Gerechtigkeiten und Burgen zu verpfänden. Die Celler Herzöge Bernhard und Heinrich waren zwar siegreich aus dem Konflikt hervorgegangen, standen dadurch aber vor massiven finanziellen Problemen. Als sie mit einer neuerlichen Finanzbitte an die Stadt Lüneburg herantraten, kam es im September 1392 als Gegenleistung für einen Kredit in Höhe von 50.000 Mark löt zum Abschluss eines umfangreichen Vertragswerkes, der sogenannten Lüneburger Sate, in der den Ständen zahlreiche Privilegien bestätigt wurden und die Herzöge sich der Gerichtsbarkeit eines von den Ständen gebildeten Gremiums unterwarfen. Die folgenden Jahre waren von neuerlichen Spannungen zwischen den Landesherren und den Landesständen und dem Versuch der Herzöge, die Stellung der Lüneburger Sate zu schwächen, geprägt.
1396 kam es zum Bruch. Nachdem er sich durch einen Schutz- und Verbrüderungsvertrag der Hilfe Schwedens und Mecklenburgs versichert hatte, nahm Herzog Heinrich, dem sich bald darauf auch sein Bruder Bernhard anschloss, Besitz von der Stadt Uelzen und zwang diese, ihren Austritt aus der Sate zu erklären und den Lüneburger Herzögen einen Huldigungseid zu leisten. Im Zuge der sich nun zwischen den Herzögen und der Stadt Lüneburg entwickelnden Auseinandersetzungen kam es im ganzen lüneburgischen Land zu zahlreichen Schlachten. Durch Unterstützung der Hansestädte Hamburg und Lübeck gelang es Lüneburg, eine militärische Überlegenheit zu erringen, sodass die Celler Herzöge der Gegenpartei Friedensverhandlungen anboten. Im Oktober 1397 kam es zu einer vertraglichen Einigung zwischen den Konfliktparteien; eine Restituierung der Lüneburger Sate, wie sie von der Stadt Lüneburg angestrebt worden war, erfolgte jedoch nicht.

### Landesteilungen 1388, 1409 und 1428
In den Jahren 1388, 1409 und 1428 kam es zu drei Landesteilungen, bei denen die Fürstentümer Braunschweig-Wolfenbüttel und Lüneburg neu aufgeteilt wurden. Die erste Teilung war 1388, nachdem die Welfen die Auseinandersetzungen im Erbfolgekrieg für sich entscheiden konnten und das lüneburgische Fürstentum dem Herzogshaus gesichert war. Bernhard I. und Heinrich erhielten gemeinsam das Fürstentum Lüneburg, ihr Bruder Friedrich bekam das Fürstentum Braunschweig. Wie bereits in der Teilung von 1269 sollten einige Rechte im gemeinsamen Besitz beider Linien verbleiben. Nach Friedrichs Tod im Jahr 1400 fiel Braunschweig ebenfalls an die beiden Brüder und wurde in den Folgejahren gemeinsam mit Lüneburg regiert. Die zweite Aufteilung erfolgte 1409. Bernhard I. erhielt das Land Braunschweig, dem zusätzlich die Gebiete zwischen der Deister und der Leine, die später das Fürstentum Calenberg bildeten, zugeschlagen wurden, und Heinrich das Land Lüneburg. Wieder sollten verschiedene Besitztümer und Gerechtigkeiten im Besitz des Gesamthauses verbleiben, so unter anderem die Städte Braunschweig und Lüneburg, die Altstadt von Hannover und der Zoll von Schnackenburg. Zur dritten Teilung kam es 1428 auf Wunsch des Herzogs Wilhelm, der 1416 gemeinsam mit seinem Bruder Heinrich seinem Vater im Fürstentum Lüneburg nachgefolgt war. Ihr Onkel Bernhard erhielt bei dieser dritten Teilung das Fürstentum Lüneburg, Wilhelm und Heinrich bekamen gemeinsam das Fürstentum Braunschweig. Die 1409 festgelegten Rechte des Gesamthauses wurden im neuen Vertrag im Wesentlichen bestätigt.

### Mittleres Haus Lüneburg

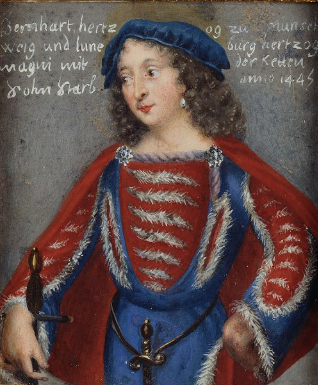
Unter Bernhard I. wurde Celle zur ständigen Residenz der Lüneburger Fürsten. Wasserfarben auf Vellum, 1720

Nach Herzog Bernhards Tod im Jahre 1434 übernahm sein ältester Sohn Otto gemeinsam mit seinem Bruder Friedrich dem Frommen die Regierung. In mehreren Feldzügen ging Otto gegen Einfälle der altmärkischen Ritterschaft in das Fürstentum Lüneburg vor und führte Fehden mit den Grafen von Spiegelberg und den Grafen von Hoya. Zur Finanzierung seiner Fehden verpfändete er die homburg-eversteinischen Güter und führte neue Wasserzölle auf der Ilmenau ein. Letzteres führte zu schwerwiegenden Auseinandersetzungen mit der Stadt Lüneburg, da durch die Zölle der Handel der Stadt beeinträchtigt wurde. Nach Ottos Tod im Jahr 1446 führte Friedrich die Regierung alleine weiter. 1457 dankte er zugunsten seiner Söhne Bernhard und Otto ab, um in das von ihm gestiftete Franziskanerkloster in Celle einzutreten und „Gott zu dienen“. Bernhard erteilte 1459 der Stadt Celle das Monopol auf die Kornschifffahrt, was zu einem wirtschaftlichen Aufschwung Celles führte. Sein Bruder Otto versuchte, von klösterlichen Reformideen beeinflusst, das Klosterleben in Wienhausen zu reformieren, und führte umfangreiche Baumaßnahmen am Celler Schloss durch. Wiederholt ging er gegen den landsässigen Adel vor, um den Landfrieden durchzusetzen, so unter anderem gegen die von Bartensleben und die von der Schulenburg. Nachdem die beiden Brüder bereits 1464 bzw. 1471 gestorben waren, verließ Friedrich der Fromme das Kloster wieder und regierte das Fürstentum bis zu seinem Tod im Jahr 1478 erneut. Da sein Enkel Heinrich der Mittlere bei seinem Tod noch unmündig war, wurde 1478 eine Vormundschaftsregierung unter Heinrichs Mutter Anna von Nassau-Dillenburg unter Mitwirkung der Stände gebildet, bis Heinrich 1486 selbst die Regierung in Celle übernahm.
Heinrichs Regentschaft war geprägt von der desolaten Finanzlage des Fürstentums; mit Ausnahme der Großvogtei Celle waren zeitweise alle Ämter und Vogteien verpfändet. Bestrebungen, auf den Landtagen neue Steuern bewilligt zu bekommen, führten zu einer stärkeren Einbeziehung der Stände in die Verwaltung des Fürstentums. So wurde 1489 ein zur Hälfte ständisch besetztes Gremium gebildet, das die Erhebung und Verwendung der Steuern überwachen sollte. 1512 kam es zu einem Vergleich mit den Braunschweiger Fürsten Erich und Heinrich, bei dem die dem Gesamthaus Braunschweig-Lüneburg seit der Teilung von 1428 verbliebenen Besitztümer und Gerechtigkeiten aufgeteilt wurden. Lüneburg verzichtete unter anderem auf seinen Anteil an der Altstadt von Hannover und erhielt dafür die Zölle von Hitzacker und Schnackenburg sowie die vollen Rechte an der Stadt Lüneburg. Die Stadt Braunschweig verblieb auch weiterhin im Besitz des Gesamthauses. Weitreichende Auswirkungen hatten Heinrichs Verwicklungen in die Hildesheimer Stiftsfehde, bei der er auf Seiten des Hildesheimer Bischofs und in Gegnerschaft zum Hildesheimer Adel und den mit ihm verbündeten Braunschweiger Welfen stand. Zwar gelang es Heinrich 1519 in der Schlacht bei Soltau militärisch den Sieg zu erringen, der sich durch das Eingreifen des neu gewählten Kaisers Karl V. jedoch in eine Niederlage verwandelte. Heinrich hatte bei der Königswahl auf der Seite des französischen Kronprätenden gestanden und sich so die Feindschaft Karls V. zugezogen. Als die Braunschweiger nach der Niederlage in der Schlacht von Soltau Karl V. um Hilfe riefen, verhängte der Kaiser 1521 die Reichsacht gegen ihn. Heinrich hatte jedoch, die Bedrohung vor Augen, bereits 1520 die Regierung an seine beiden ältesten Söhne Otto und Ernst den Bekenner übergeben und sich nach Frankreich an den Hof des französischen Königs ins Exil begeben. 1522 dankte er formell ab.

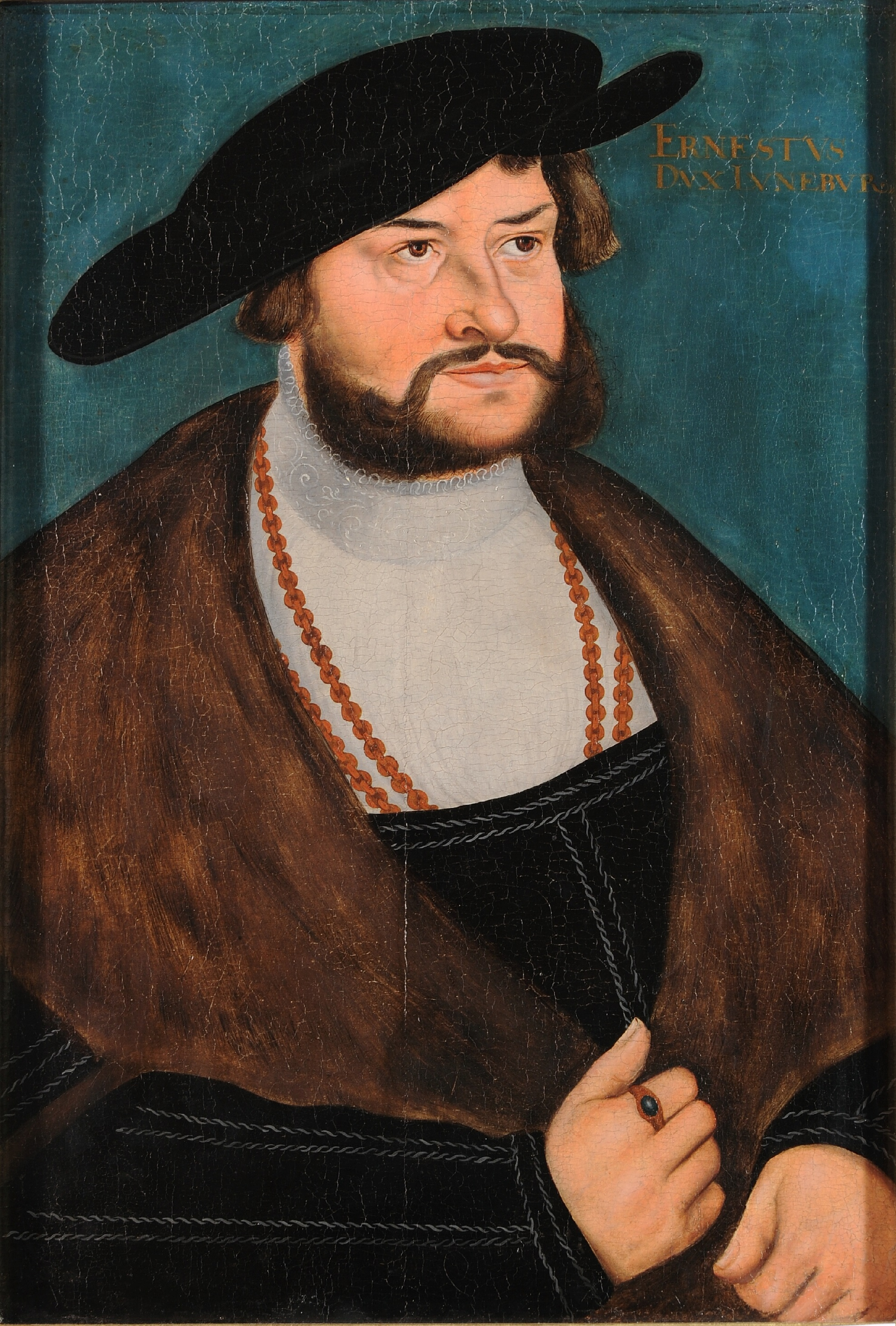
Herzog Ernst I. der Bekenner auf einem Gemälde aus der Werkstatt Lucas Cranach des Älteren aus dem 16. Jahrhundert.

Ernst der Bekenner war Student in Wittenberg und hatte dort Kontakt mit Luthers Lehrern. Bald nach Übernahme der Regierung begann er mit der Reformierung der Kirche des Fürstentums im lutherischen Sinne. Im Jahre 1527 gab es einen Landtagsabschied, auf dem sich auch der sich bis dahin ablehnend verhaltene Adel für den neuen Glauben aussprach. 1530 gehörte Ernst zu den Unterzeichnern des Augsburger Bekenntnisses und brachte aus Augsburg den Reformator Urbanus Rhegius mit, der in den nächsten Jahrzehnten maßgeblich für die Umsetzung der Reformation verantwortlich war. Im darauffolgenden Jahr gehörte Ernst der Bekenner zu den Gründungsmitgliedern des Schmalkaldischen Bundes, einem Verteidigungsbündnis gegen den katholischen Kaiser Karl V. Die Niederlage im Schmalkaldischen Krieg ein Jahr nach dem Tod Ernsts im Jahr 1547 blieb für das Fürstentum durch das Geschick des Kanzlers Balthasar Klammer folgenlos. Ein weiterer Schwerpunkt seiner Regierung war die Sanierung des völlig überschuldeten Fürstentums. Bei seiner Amtsübernahme waren mit Ausnahme der Schlossvogtei alle Ämter verpfändet; seine Bestrebungen zielten vor allem auf deren Wiedereinlösung ab. Die notwendigen Steuererhöhungen führten zu schweren Auseinandersetzungen mit den Ständen. Es gelang Herzog Ernst jedoch, sich durchzusetzen und so den Schuldenabbau einzuleiten.
Nachdem Otto 1527 aus der Regierung ausgeschieden und mit dem Amt Harburg abgefunden worden war und auch der seit 1536 mitregierende jüngste Bruder Franz sich 1539 mit dem Amt Gifhorn abfinden ließ, regierte Ernst der Bekenner bis zu seinem Tod im Jahr 1546 alleine. Da seine Söhne noch minderjährig waren und die beiden Onkel, Otto und Franz, die Übernahme der Vormundschaft ablehnten, bestimmte der Kaiser den Kölner Erzbischof sowie den Grafen von Schaumburg zu Vormündern. Geleitet wurde die Regierung von einem neu geschaffenen Gremium der Statthalter und Räte. Dieses blieb als Regierungsbehörde auch nach der Amtsübernahme der Söhne Ernsts bestehen. Der älteste Sohn Franz Otto übernahm 1555 die Regierung, ihm folgten aber bereits 1559 seine Brüder Heinrich und Wilhelm.
Nach dem Rückzug Heinrichs zehn Jahre später regierte Wilhelm bis zu seinem Tode 1592 formell zwar alleine, nahm aber aufgrund seiner schweren psychischen Probleme nur noch sehr eingeschränkt am politischen Leben teil und verbrachte die letzten Jahre in geistiger Umnachtung. Seit 1587 war er nicht mehr in Lage, sein Amt auszuüben. Unter Leitung von Phillip von Grubenhagen und Wilhelms Gemahlin Dorothea übernahm die Behörde der Statthalter und Räte die Verwaltung des Fürstentums. Seine Regierungszeit war ebenso wie die seines Vaters von einer Entschuldungspolitik bestimmt. Insbesondere die Aussöhnung mit der Stadt Lüneburg 1562 und die damit verbundene Übernahme eines Teils der Schulden des Fürstentums und der Reichssteuern durch die Stadt bedeuteten eine Entspannung der desolaten Haushaltslage. Neben der 1564 erlassenen Kirchenordnung, die die Reformation im Lüneburger Land zum Abschluss brachte, sind vor allem die im selben Jahr erlassene Hofgerichtsordnung und die Polizeiordnung als wichtige Reformen zu nennen. 1582 und 1585 fielen die Grafschaften Hoya und Diepholz dem welfischen Haus zu. Die Territorien behielten jedoch ihre Eigenständigkeit und wurden nicht mit dem Fürstentum verbunden. In Anbetracht der Schwierigkeiten neuer Teilungen schlossen die Söhne Wilhelms einen Vertrag, wonach sie nacheinander die Regentschaft ausüben, sich aber nur einer standesgemäß vermählen und damit die herzogliche Erblinie fortsetzen sollte. Das Los fiel auf den zweitjüngsten, Georg von Calenberg.

### Neues Haus Lüneburg
1592 übernahm Wilhelms ältester Sohn Ernst II. die Regierung im Fürstentum. Durch eine Vereinbarung mit seinem Bruder Christian und den Ständen sollte seine Regierung zunächst auf acht Jahre befristet sein, diese Regelung wurde später aber wieder aufgehoben und Ernst regierte bis zu seinem Tod 1611. Unter ihm wurde 1610 der Celler Familienvertrag abgeschlossen, der eine Unteilbarkeit des Fürstentums vorsah. Ihm folgte sein Bruder Christian und nach dessen Tod im Jahr 1633 August. Als letztes der Kinder Wilhelms des Jüngeren übernahm von 1636 bis 1648 Friedrich IV. die Regentschaft. Während des Dreißigjährigen Krieges war das Fürstentum wiederholt Schauplatz militärischer Auseinandersetzungen und litt unter der zeitweisen Besetzung und Einquartierung schwedischer Truppen. Die Celler Herzöge versuchten eine lange Zeit eine bewaffnete Neutralitätspolitik und schlossen zu diesem Zweck 1636 einen Vertrag mit den welfischen Linien in Braunschweig-Wolfenbüttel und Calenberg, in dem die Aufstellung eines Heeres für das Gesamthaus Braunschweig-Lüneburg beschlossen wurde. Im Folgejahr eroberten die welfischen Truppen Lüneburg, das über ein Jahr lang von schwedischen Truppen besetzt gehalten worden war. Die Neutralitätspolitik wurde ab 1641 zunehmend aufgegeben und eine Verständigung mit dem Kaiserhaus gesucht, die 1642 zum Frieden von Goslar führte. Auf Drängen Kaiser Ferdinands III. begann Friedrich IV. im selben Jahr, die braunschweigisch-lüneburgischen Truppen aufzulösen und schwächte damit seine Verhandlungsposition bei den Friedensverhandlungen in Münster erheblich. Das Territorium des Fürstentums Lüneburg war von den Ergebnissen des westfälischen Friedens 1648 nicht unmittelbar betroffen, das Celler Herzogshaus verlor jedoch unter anderem das Besetzungsrecht für mehrere Bistümer.

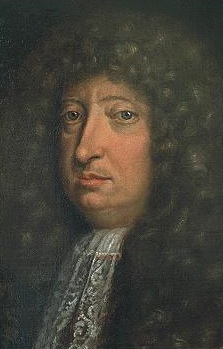
Heideherzog Georg Wilhelm auf einem Ölgemälde aus dem Jahre 1655. Nach seinem Tod 1705 fiel das Fürstentum an die kurfürstliche Linie der Welfen in Hannover.

Nach Friedrichs Tod erbte 1648 Georgs ältester Sohn Christian Ludwig das Fürstentum Lüneburg und wurde damit Gründer des Neuen Hauses Lüneburg. 1665 folgte Johann, der 1665 nach dem Ableben Christians staatsstreichartig die Regierung übernahm, trotz der Ansprüche seines in Calenberg residierenden Bruders Georg Wilhelm, der älter und somit vor ihm erbberechtigt gewesen wäre. Georg Wilhelm gelang es, sich durchzusetzen und die Regierung zu erlangen, musste allerdings an seinen Bruder, der das Fürstentum Calenberg übernahm, das erst 1617 ans Haus Lüneburg gelangte Fürstentum Grubenhagen abtreten. Dem oft als Heideherzog titulierten Georg Wilhelm gelang es, den Hof zu einer letzten Blüte zu führen. So fielen unter anderem der Bau des noch betriebenen Barocktheaters, die Anlage des Französischen Gartens und die Gestaltung der Schlossfassade in seiner heutigen barocken Form in seine Zeit. Unter dem Einfluss seiner Frau erließ er schon am 7. August 1684 ein Edikt, also zeitlich vor dem Edikt von Nantes, das den reformierten Glaubensflüchtlingen aus Frankreich im Fürstentum Lüneburg Aufnahme und Förderung versprach. Der Celler Hof wurde so zu einer großen hugenottischen Kolonie, deren meist aus Poitou stammende Angehörige rasch in Führungspositionen bei Hofe aufstiegen. Georg Wilhelm war ursprünglich mit Sophie von der Pfalz verlobt, trat diese im Celler Brauttausch 1658 aber an seinen Bruder Ernst August ab und sicherte diesem im Gegenzug zu, sich nicht zu vermählen und ihm das Fürstentum Lüneburg nach seinem Tode zu vererben. 1676 heiratete Georg Wilhelm entgegen der Absprache die Hugenottin Eleonore d’Olbreuse, mit der er bereits seit 1666 eine Tochter, Sophie Dorothea, hatte. Um den Anschluss Lüneburgs an das hannoversche Welfenhaus dennoch sicherzustellen, wurde diese mit Ernst Augusts Sohn Georg von Hannover verheiratet. Dadurch fiel das Fürstentum Lüneburg nach dem Tod Georg Wilhelms im Jahr 1705 an die hannoverschen Welfen und verlor seine Eigenständigkeit.

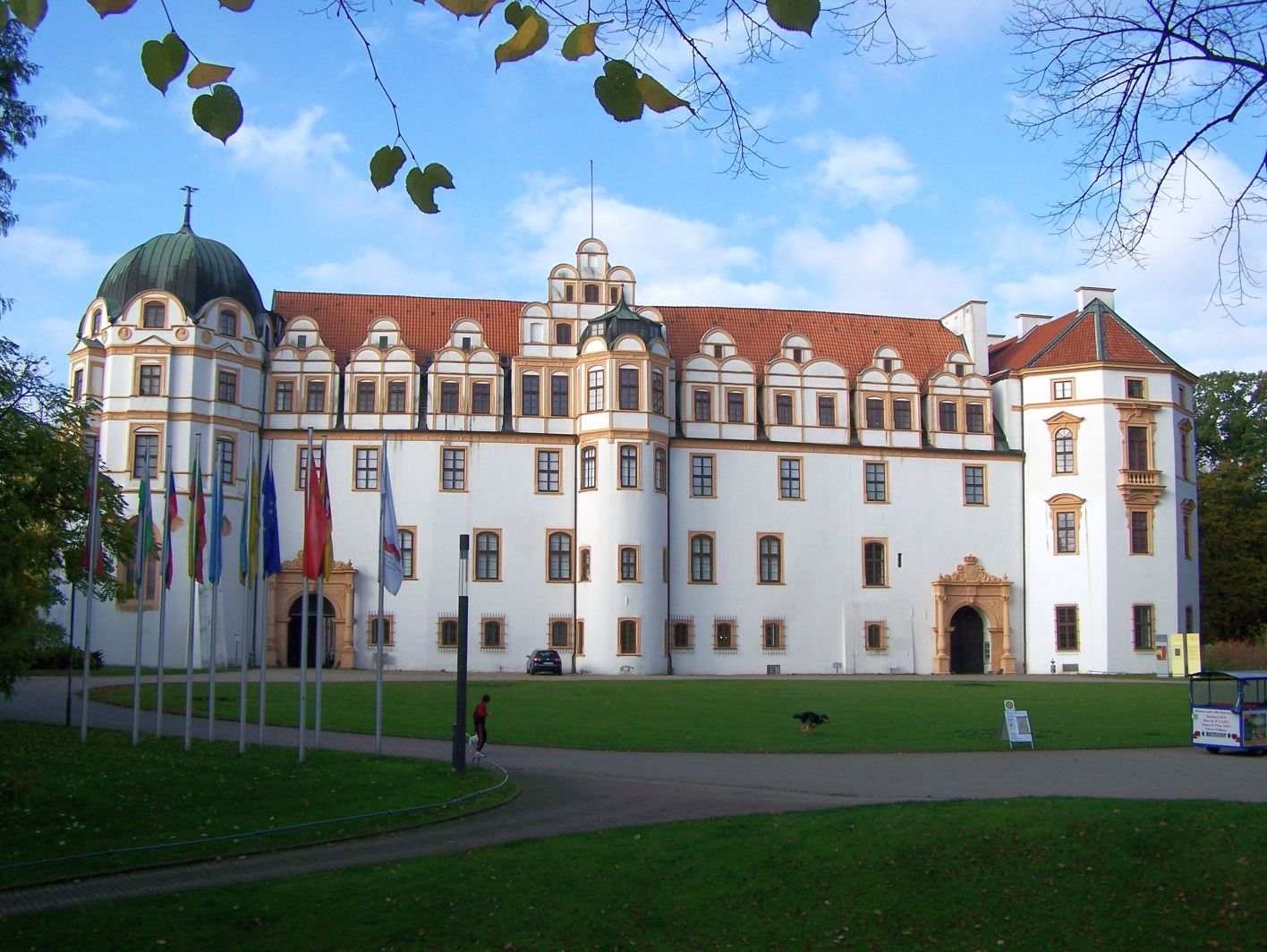
Schloss Celle, Residenz des Fürstentums Lüneburg
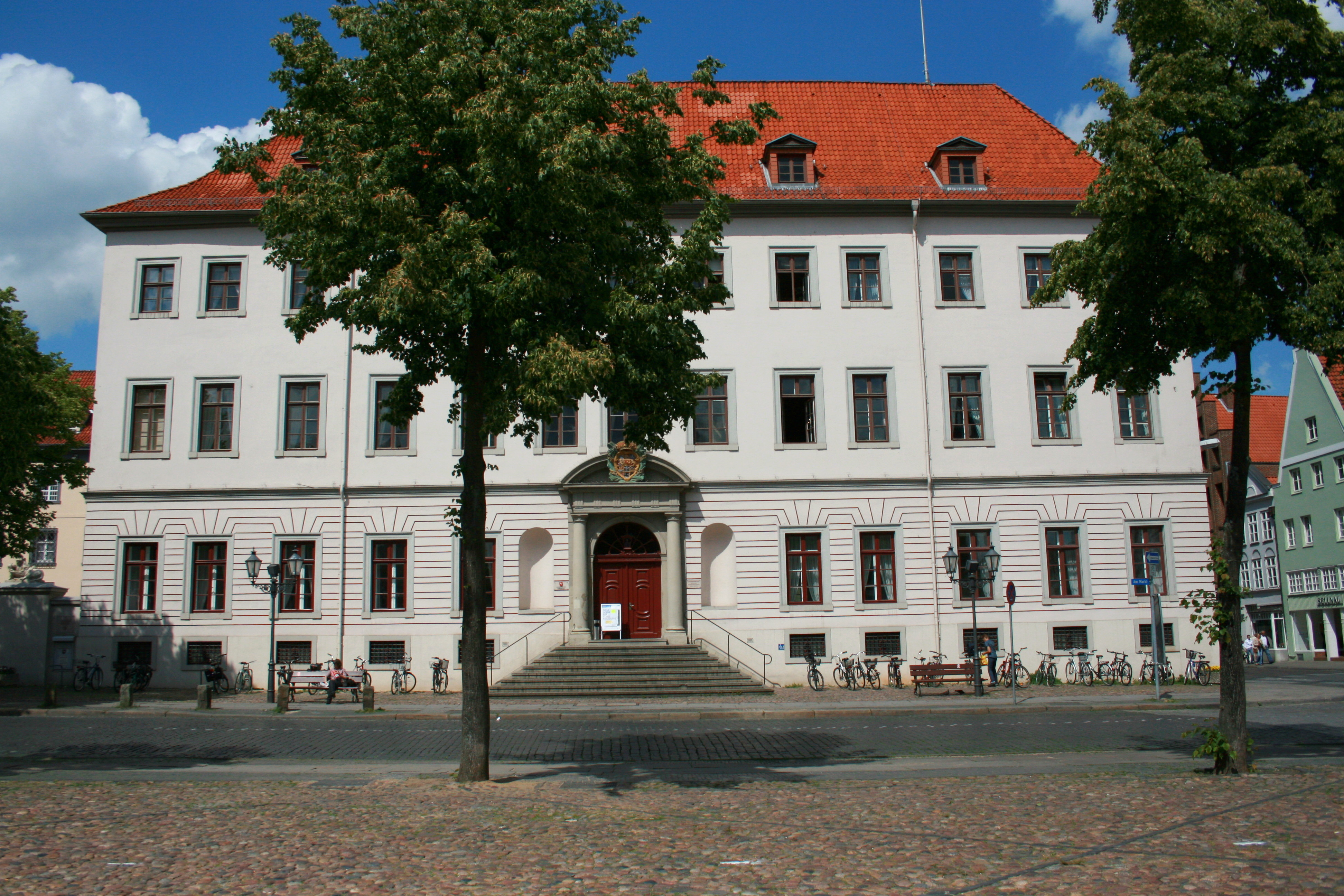
Ehemaliges Lüneburger Schloss, um 1700 errichtet
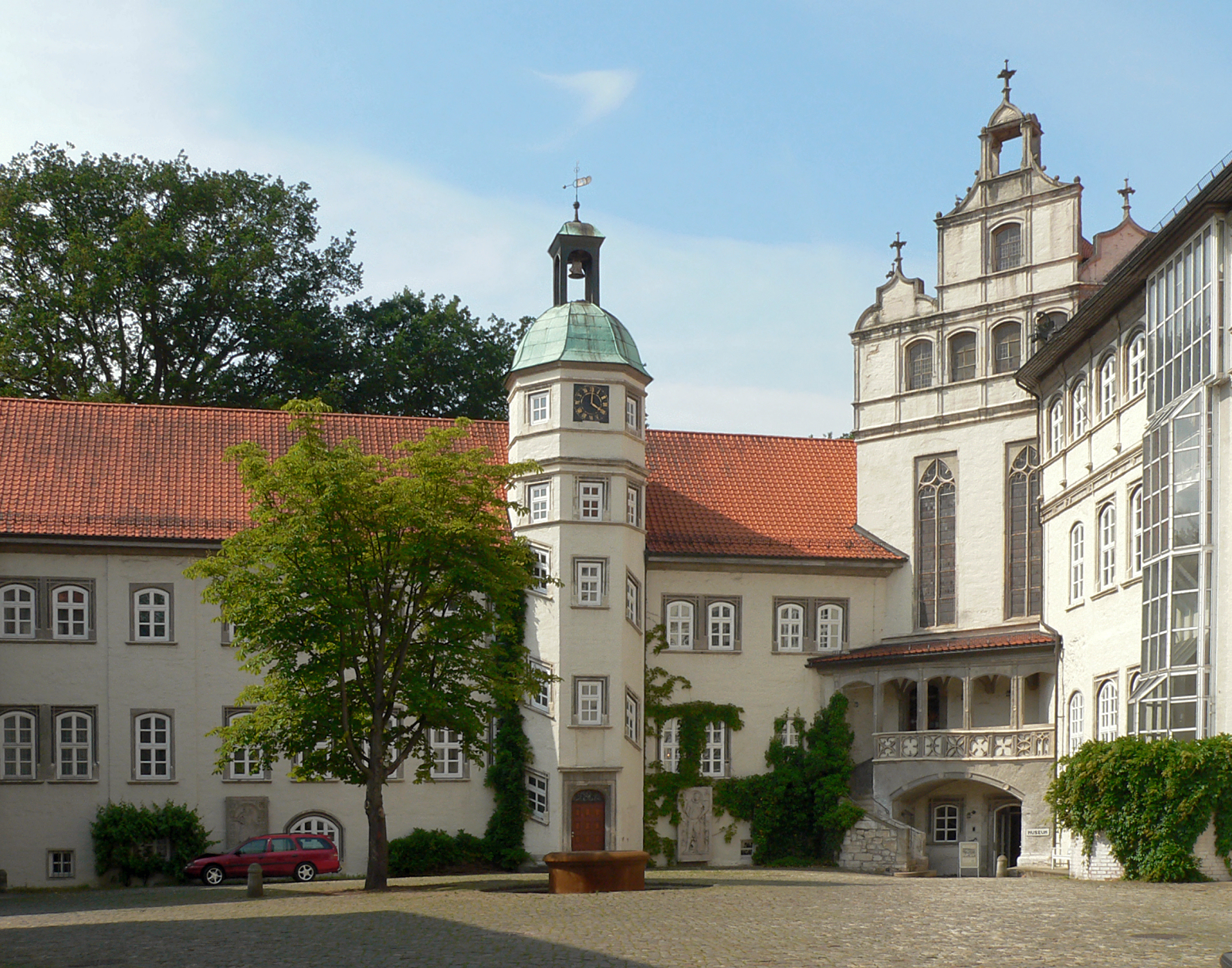
Schloss Gifhorn, 1525–1581 erbaut
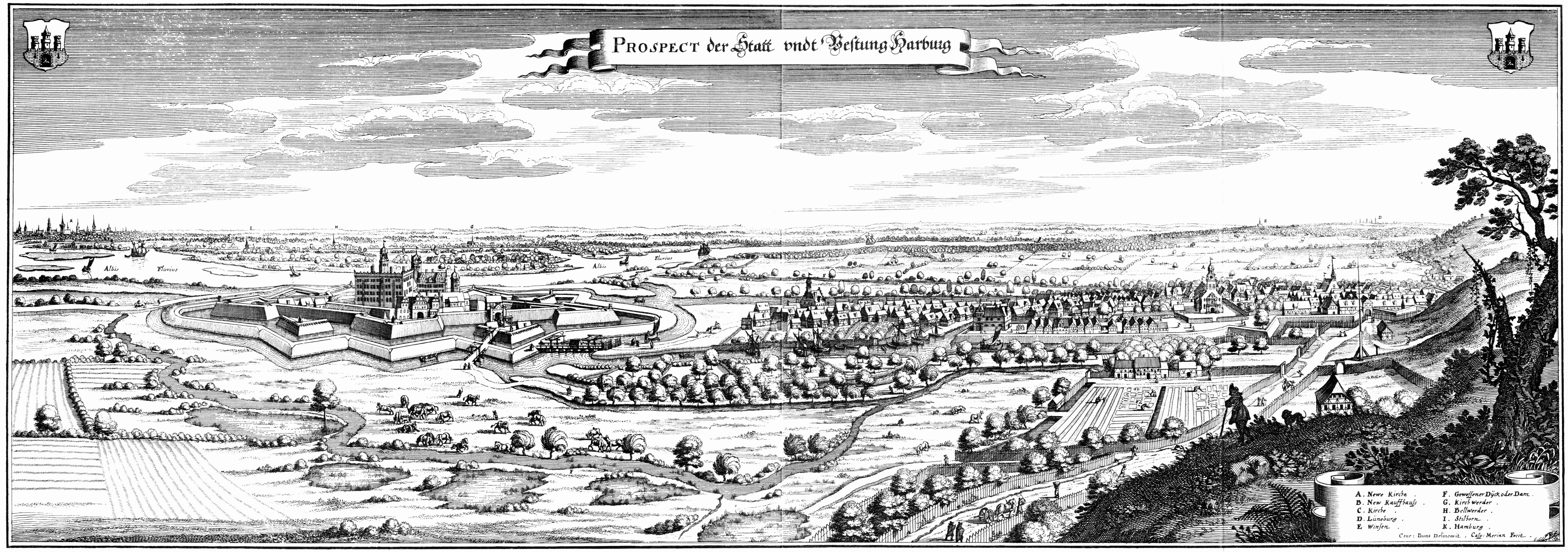
Harburger Schloss, erstmals um 1135 erwähnt

### Nachgeschichte
Mit dem Anschluss an das Kurfürstentum Braunschweig-Lüneburg verlor das Fürstentum seine Eigenständigkeit, blieb jedoch als Verwaltungseinheit bestehen. Die Zentralverwaltung wurde nach Hannover verlegt, das Land in die hannoversche Gerichtsverfassung eingebunden und die lüneburgische Armee mit der des Kurfürstentums vereinigt. Die Landschaft des Fürstentums Lüneburg, die Vertretung der Landstände, blieb hingegen unverändert als eigenständiges Verfassungsorgan bestehen, auch die Stimme des Fürstentums im Reichsfürstenrat wurde bis zum Ende des Heiligen Römischen Reiches weiter als Braunschweig-Celle geführt. Auch im Königreich Hannover blieb das Fürstentum Lüneburg Bezugspunkt für die Landesverwaltung und wurde in der Verfassung von 1833 explizit erwähnt. Die 1823 eingerichtete Landdrostei Lüneburg als regionale Verwaltungskörperschaft wurde aus dem Territorium des Fürstentums Lüneburg gebildet; aus ihr ging 1885 die Bezirksregierung Lüneburg hervor, die bis 2005 bestehen blieb. Nach der Annexion Hannovers durch Preußen nahm der deutsche Kaiser Wilhelm I. 1873 den Titel Herzog zu Lüneburg an, das Große Wappen Preußens wurde um das Wappen des Fürstentums, den blauen Löwen auf goldenem Schild, erweitert. Die Landschaft des Fürstentums Lüneburg besteht bis in die Gegenwart, ebenso die Ritterschaft des Fürstentums Lüneburg als körperschaftliche Vertretung der Gutsbesitzer. Der Lüneburgische Landschaftsverband, 1990 unter dem Namen Regionale Kulturförderung im ehemaligen Fürstentum Lüneburg gegründet, bezieht sich ebenfalls auf das historische Fürstentum.

## Welfische Nebenlinien
Im 16. Jahrhundert entstanden mehrere welfische Nebenlinien, die eigene Herrschaftsterritorien erhielten:

### Harburg

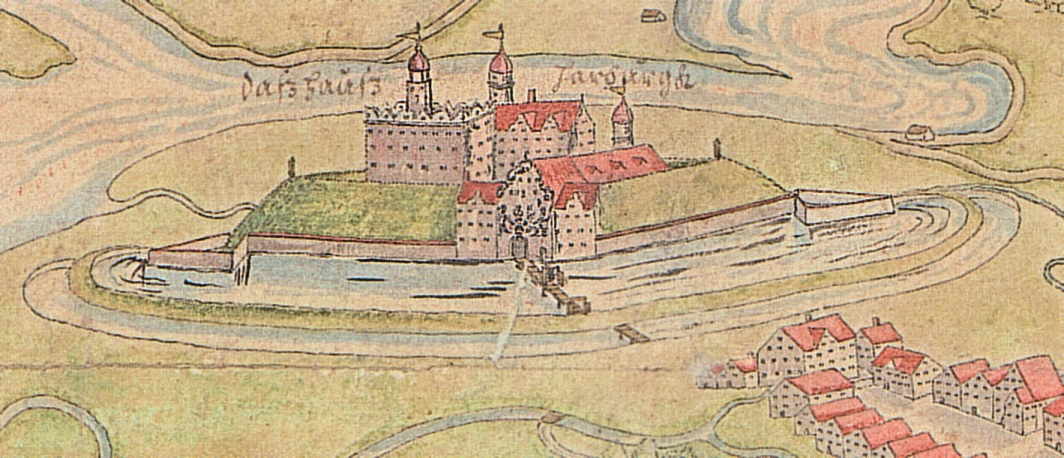
Schloss Harburg

Nach einer nicht standesgemäßen Eheschließung mit der Hofdame Meta von Campe verzichtete Herzog Otto 1527 auf die Beteiligung an der Regierung des Fürstentums und wurde mit dem Amt Harburg als Herrschaftsbereich abgefunden. Harburg blieb Bestandteil des Fürstentums, für Grenz- und Hoheitsfragen war weiterhin die herzogliche Kanzlei in Celle zuständig, der ritterschaftliche Adel im Amt Harburg nahm weiterhin an der lüneburgischen Ständeversammlung teil und wurde vom Celler Herzog belehnt. Als Otto 1549 starb, sollte das Amt Harburg vertragsgemäß an die Celler Herzöge zurückgehen, es gelang jedoch dem Sohn Ottos, Otto II., 1560 eine Neuregelung des Abfindungsvertrages von 1527 zu erreichen. Harburg wurde als erblicher Besitz festgeschrieben und der Herrschaftsbereich um den Amtsbezirk Moisburg erweitert. Als die harburgische Linie 1642 ausstarb, fiel die Herrschaft zurück an das herzogliche Haus in Celle.

### Gifhorn

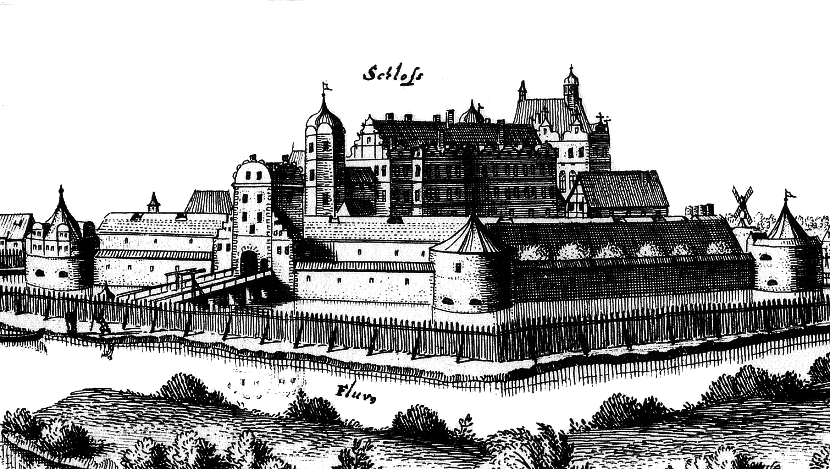
Schloss Gifhorn

Persönliche Auseinandersetzungen zwischen den Brüdern Ernst und Franz führten 1539 zur Entstehung der Herrschaft Gifhorn, des sogenannten Herzogtums Gifhorn. Für den Verzicht auf seine Beteiligung an der Regierung im Fürstentum erhielt Franz als Abfindung Schloss Gifhorn sowie die Ämter Fallersleben, Gifhorn und Isenhagen. Obwohl Franz versuchte, die volle Souveränität seines Herrschaftsbereiches durchzusetzen, verblieben wesentliche Hoheitsrechte beim herzoglichen Haus in Celle, das weiterhin für außenpolitische Belange zuständig war, zudem blieb der Gifhorner Adel Teil des Lüneburger Landstandes. Als Herzog Franz 1549 ohne männliche Erben starb (aus seiner Ehe waren zwei Töchter hervorgegangen), fiel die Herrschaft Gifhorn an Celle zurück.

### Dannenberg

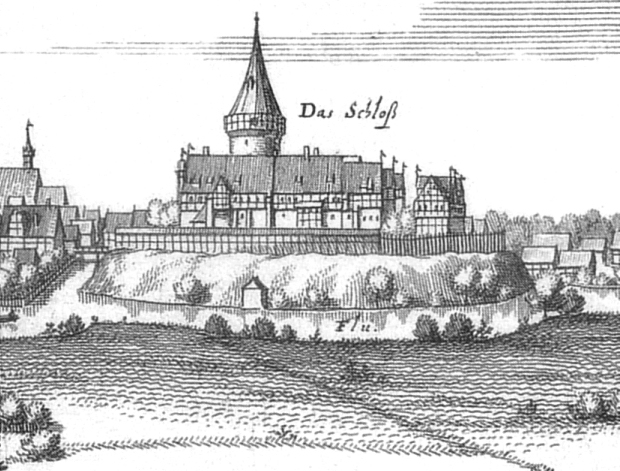
Schloss Dannenberg mit Waldemarturm

Als Herzog Heinrich entgegen einer Absprache mit seinem Bruder Wilhelm 1569 Ursula von Sachsen-Lauenburg heiratete, musste er auf eine weitere Regierungsbeteiligung im Fürstentum verzichten und wurde stattdessen mit dem Amt Dannenberg und dem Klosteramt Scharnebeck abgefunden. Heinrich ließ ab 1569 in Dannenberg das Schloss Dannenberg als Residenz an der Stelle einer mittelalterlichen Burg errichten. Die Herrschaft Dannenberg blieb Teil des Fürstentums Lüneburg, wesentliche Hoheitsrechte, wie die Außenpolitik und die Steuerpolitik, blieben bei der Regierung in Celle. 1592 wurde die Herrschaft nach dem Tode Herzog Wilhelms um die Ämter Hitzacker, Lüchow und Warpke erweitert. Forderungen nach einer Übertragung von Hoheitsrechten konnte Heinrich jedoch nicht durchsetzen. Nachdem das Fürstentum Grubenhagen 1617 an Celle gefallen war, erhielt die Dannenberger Linie das Amt Wustrow als Entschädigung. 1671 fiel die Herrschaft Dannenberg an die welfische Linie in Celle zurück.

## Politik und Verwaltung

### Landesherrschaft
Inhaber des Reichslehens waren die welfischen Herzöge von Braunschweig-Lüneburg und während des Lüneburger Erbfolgekrieges von 1370 bis 1388 die askanischen Herzöge von Wittenberg. Die Belehnungen erfolgten im 13. und 14. Jahrhundert separat für das Lüneburger Fürstentum. 1414 kam es zu einer vertraglichen Einigung der welfischen Linien in Braunschweig-Wolfenbüttel und Lüneburg, aufgrund derer 1420 durch König Sigismund erstmals eine Gesamtbelehnung erfolgte. In die Gesamtbelehnung nicht mit einbezogen waren zu diesem Zeitpunkt die Fürstentümer Göttingen und Grubenhagen, die 1291 vom Braunschweiger Fürstentum abgespalten worden waren. Das Fürstentum Göttingen fiel wenige Jahre später an die Braunschweiger Welfen zurück und wurde ebenfalls in die Gesamtbelehnung mit aufgenommen. Grubenhagen suchte 1566 um eine Aufnahme in den Gesamtbelehnungsverbund nach, die ebenfalls erfolgte. Seitdem fand die Belehnung der Welfen für die Fürstentümer wieder zur Hand des Gesamthauses statt. Aufgrund einer Vereinbarung in der Teilungsurkunde des Jahres 1269 trugen alle welfischen Herzöge des Gesamthauses Braunschweig-Lüneburg auch nach der Teilung den Titel eines Herzogs von Braunschweig-Lüneburg. Die genauen Machtbefugnisse der Herzöge waren nie schriftlich fixiert worden und veränderten sich im Laufe der Geschichte des Fürstentums. Eingeschränkt wurden diese vor allem durch die Einbeziehung der Landstände in die Landespolitik und durch die Reichspolitik. So waren sie den Reichsgesetzen, der Reichsgerichtsbarkeit und den Beschlüssen des Reichstages unterworfen, konnten gleichzeitig aber auch durch ihren Sitz im Reichsfürstenrat selber Einfluss auf die Reichspolitik nehmen.

### Wappen
Das Wappen des Fürstentums Lüneburg wird wie folgt blasoniert:„Im goldenen (gelben) ovalen Schild ein rot bewehrter und bezungter steigender blauer Löwe; im Schildhaupt begleitet von vier und im Schildfuß begleitet von drei roten Herzen.“ Ursprünglich ohne weitere Zusätze, befinden sich im Schild seit 1293 rote Herzen, deren Anzahl variiert. Es existieren Darstellungen mit vier, sechs, sieben, neun, zehn und zwölf roten Herzen. Vorbild für das welfische Wappen war das Wappen Dänemarks, zu dessen Königshaus eine verwandtschaftliche Beziehung der Welfen bestand. Dieses zeigt ebenfalls drei blaue Löwen, die mit roten Herzen bestreut sind. Die von den Herzögen geführten Wappen wurde im Laufe der Jahrhunderte mehrmals verändert und erweitert. Im 14. Jahrhundert kam es zu einer Vereinigung mit dem Wappen der braunschweigischen Linie des Welfenhauses, so dass seit dieser Zeit die Wappen für das Gesamthaus Braunschweig-Lüneburg standen. Anfangs waren die Wappenschilde zweigeteilt und enthielten neben dem lüneburgischen Löwen noch zwei goldene Leoparden auf rotem Grund, das Stammwappen der braunschweigischen Linie. In den folgenden Jahrhunderten wurde die Anzahl der Wappenschilde nach territorialen Neuerwerbungen wiederholt erweitert. Im 15. Jahrhundert kamen die Wappen der Grafschaft Everstein und der Herrschaft Homburg hinzu, Ende des 16. Jahrhunderts die Wappen der Grafschaften Hoya und Diepholz sowie die Wappen der an das Braunschweiger Fürstentum angeschlossenen Harzgrafschaften Lauterberg, Klettenberg, Hohnstein, Regenstein und Blankenburg. Das Oberwappen bestand seit der Vereinigung der welfischen Wappen im 14. Jahrhundert aus einem gekrönten Helm mit einer rot-goldenen Decke und einer silbernen Säule, die mit Pfauenfedern besteckt war und vor der ein silbernes Pferd aufsprang. Auch das Oberwappen wurde im Laufe der Zeit mehrmals erweitert und bestand im 17. Jahrhundert schließlich aus fünf Helmen und den Kleinodien der jeweiligen Territorien.

Das Wappen des Fürstentums Lüneburg mit blauem Löwen auf goldenem Grund und roten Herzen.
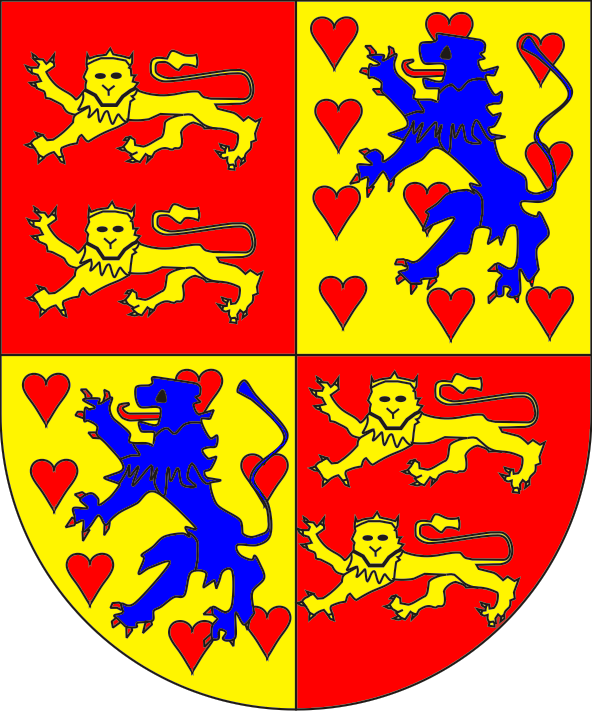
Das vereinigte Wappen der Fürstentümer Lüneburg und Braunschweig in gevierter Form im 14. Jahrhundert.
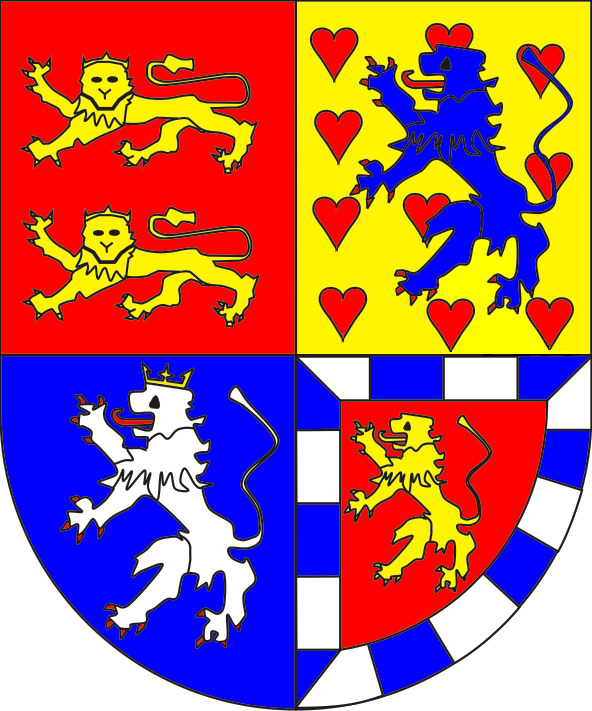
Das Wappen im 15. Jahrhundert mit den Wappenschildern der Grafschaft Everstein und der Herrschaft Homburg.
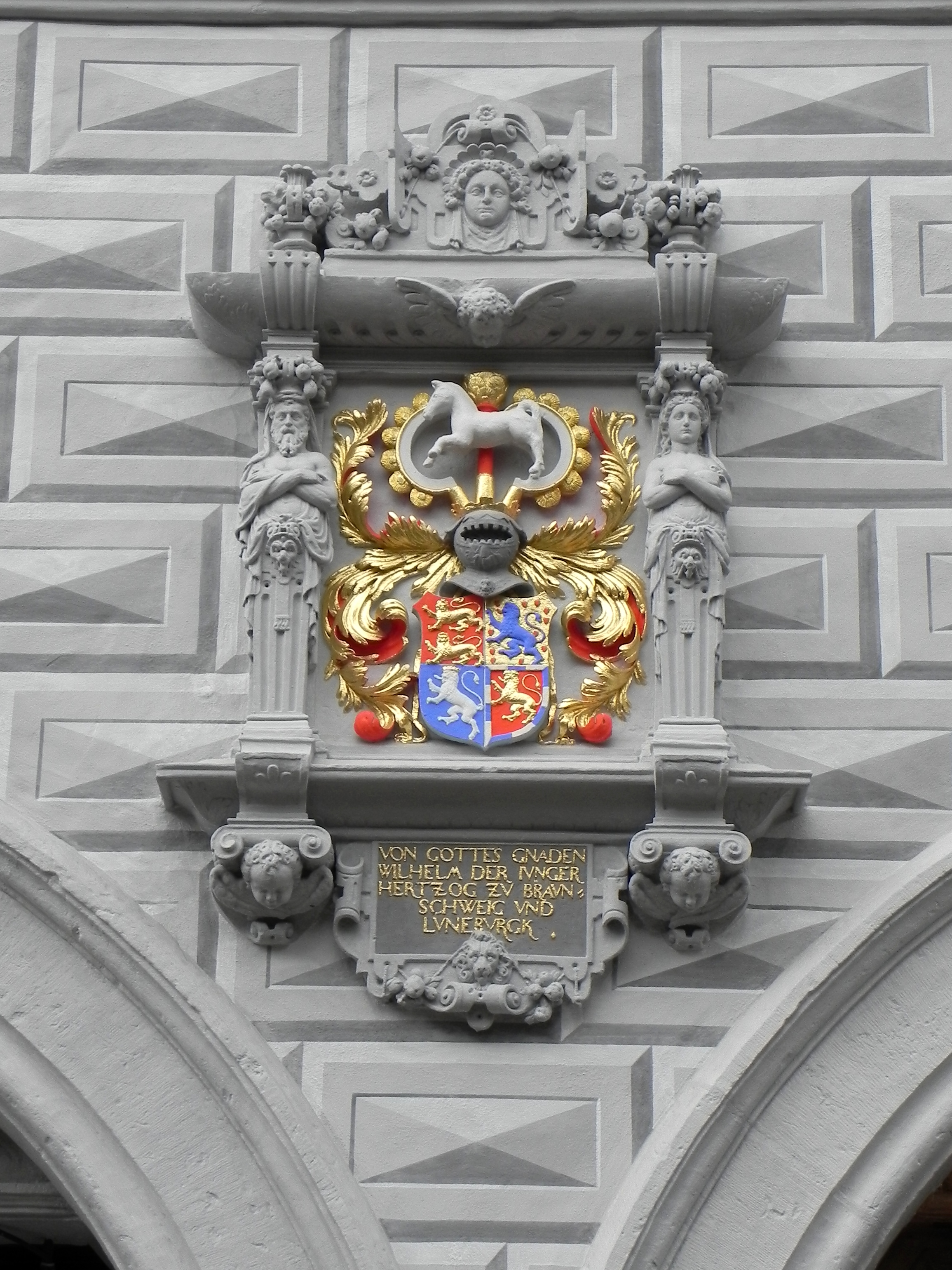
Das Wappen Wilhelm des Jüngeren im 16. Jahrhundert. Abbildung am Alten Rathaus in Celle.
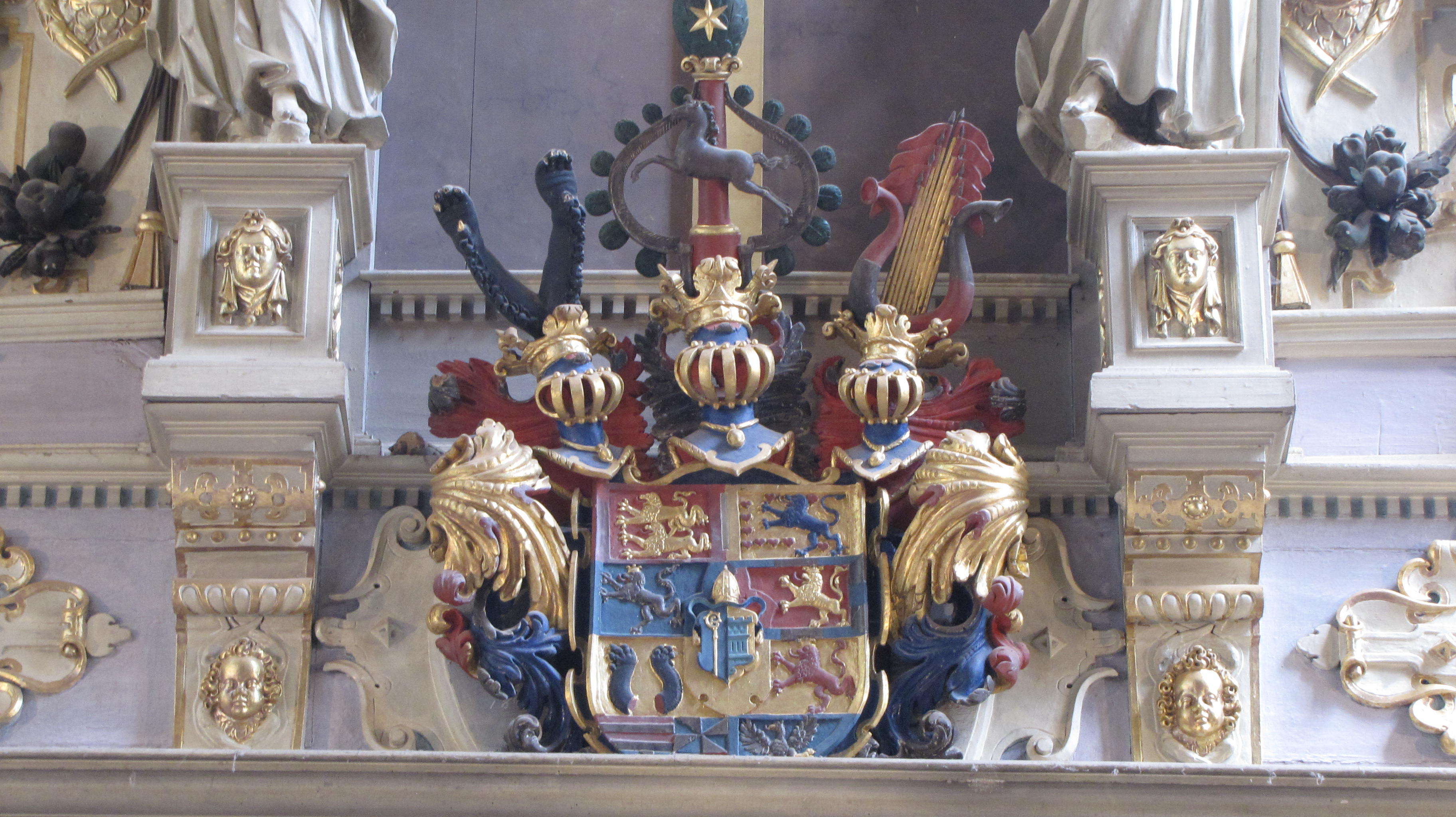
Eine Sonderform war das Wappen von August dem Älteren mit dem Wappenschild des Bistums Ratzeburg.
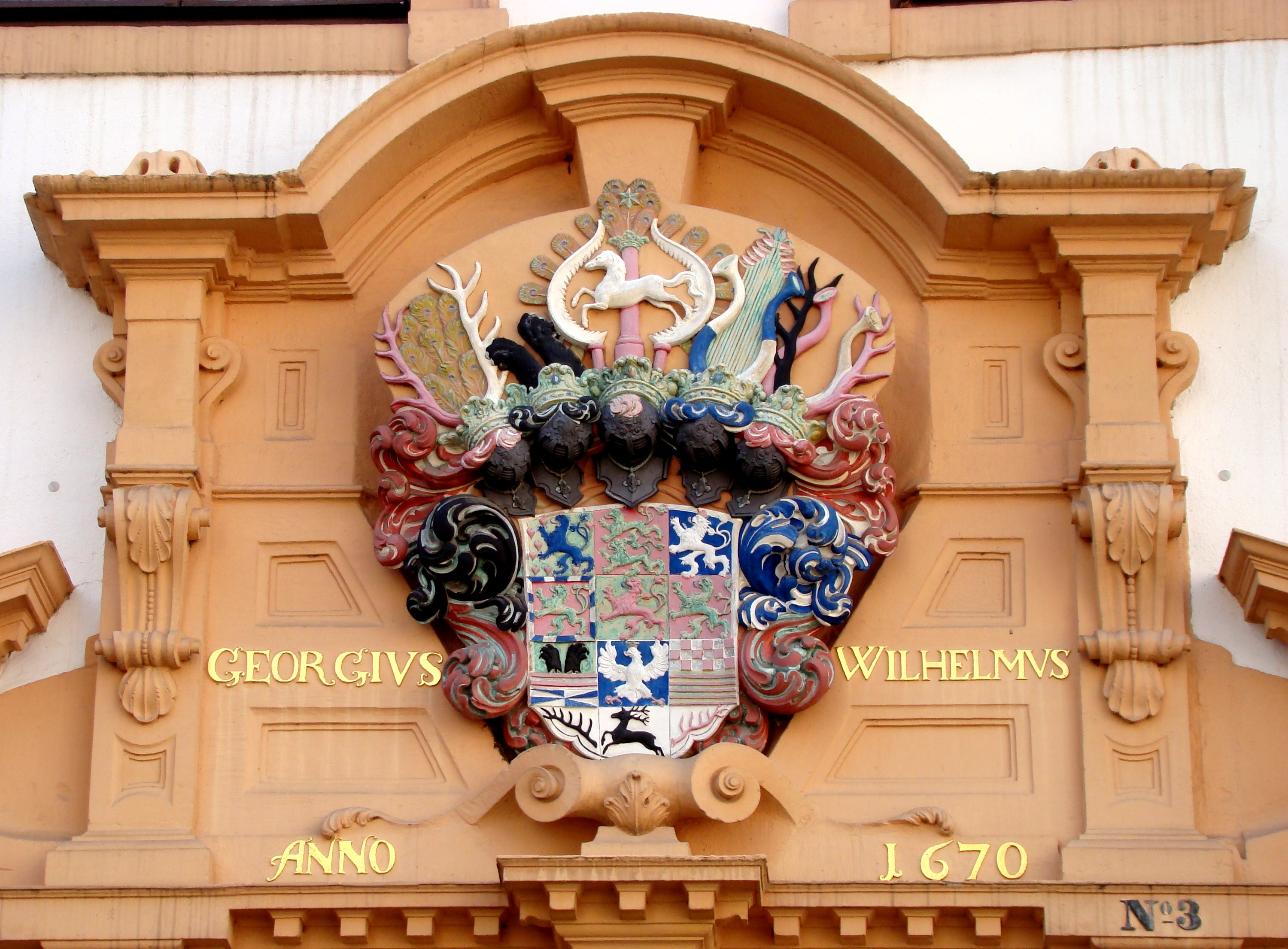
Das Wappen Georg Wilhelms aus dem Jahr 1670. Abbildung des Schlosses in Celle.

### Zentralverwaltung
Im 13. Jahrhundert existierten noch die im 12. Jahrhundert entstandenen Hofämter des Truchsess, des Schenken, des Kämmerers und des Marschalls. Die Ämter wurden urkundlich bis ins 14. Jahrhundert genannt, hatten ihren politischen Einfluss jedoch um die Wende zum 14. Jahrhundert bereits weitgehend verloren. Zu dieser Zeit bildete sich ein fürstliches Ratsgremium heraus, das sich primär aus Mitgliedern des lüneburgischen Ministerialenadels zusammensetzte. Die personelle Zusammensetzung war nicht konstant, sondern hing vom jeweiligen Aufenthaltsort des Herzogs ab. Erst mit der Herausbildung Celles als Residenzstadt Mitte des 15. Jahrhunderts bildeten sich klare Ratskonturen heraus und es gehörten einzelne Räte über einen längeren Zeitraum zum Beraterkreis des Herzogs.
An der Spitze der herzoglichen Kanzlei, der obersten Behörde, in der Urkunden ausgestellt wurden, stand der Kanzleivorsteher. Ihm unterstanden die Schreiber, die zumeist dem lüneburgischen Klerus entstammten. Im 16. Jahrhundert traten neben die adeligen Räte, die von dieser Zeit an als Landräte bezeichnet wurden, gelehrte, oft landesfremde Räte. An der Spitze der Kanzlei stand nun mit dem Kanzler ebenfalls ein Gelehrter. Die Kanzlei diente seit dieser Zeit nicht mehr nur als Schreibstube, sondern war auch Beratungsort der Räte und Sitz des Kanzleigerichtes. Die Finanzverwaltung oblag seit 1536 der Rentkammer, an deren Spitze der Rentmeister stand.
Nach dem Tode von Ernst dem Bekenner 1546 wurde für seine unmündigen Söhne eine Vormundschaftsregierung gebildet. Geleitet wurde die Regierung vom so genannten Statthalter, weiterhin gehörten ihr der Großvogt, der Kanzler und der Vizekanzler an. Diese Institution blieb auch nach der Regierungsübernahme durch die Söhne Ernsts als oberste Landesbehörde bestehen. 1593 entstand nach Erlass einer neuen Kanzlei- und Regierungsordnung der Kammerrat, dem der Statthalter, der Celler Vogt und der Kanzler angehörten. Ihm oblagen die zentralen politischen Entscheidungen, insbesondere in finanziellen Fragen und dem Bereich der Außenpolitik, während die Aufgaben der Kanzlei auf die reine Verwaltungstätigkeit beschränkt wurden. 1618 wurden nach Erlass einer neuen Regimentsordnung mehrere Ratsstuben eingerichtet, die jeweils nur für bestimmte Bereiche zuständig waren. Für kirchliche Fragen war das Konsistorium zuständig, dem Kriegsrat oblag das Militärwesen, die Finanzverwaltung dem Haushaltsrat. An die Stelle des alten Kammerrates trat der Geheime Rat, der primär für Fragen der Außenpolitik zuständig war.

### Lokalverwaltung

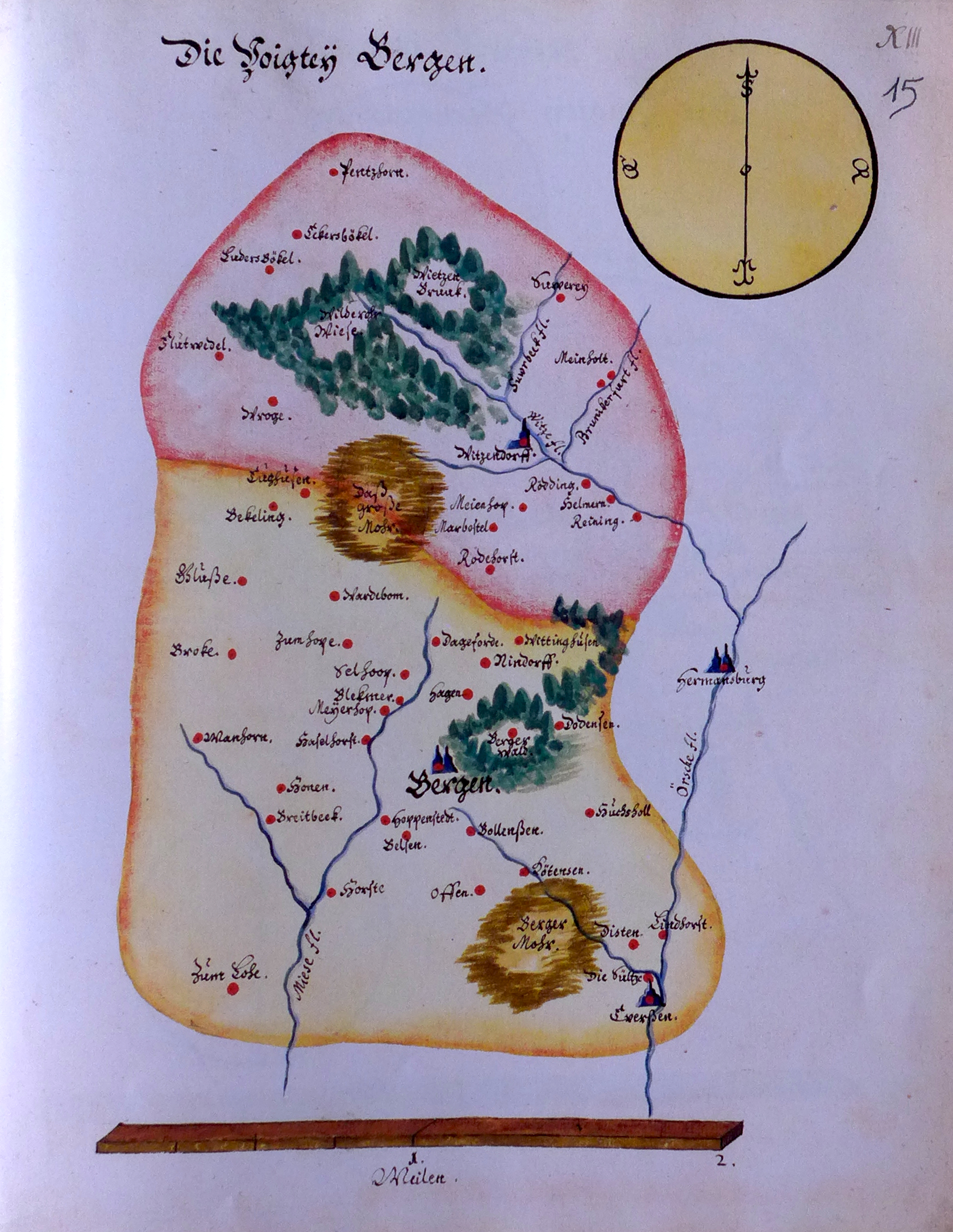
Die Vogtei Bergen. Ämteratlas des Fürstentums Lüneburg von Johannes Mellinger um 1600.

Bis ins 16. Jahrhundert dienten Gogerichte der lokalen Verwaltung des Landes. Neben der Rechtsprechung waren sie unter anderem für das Aufgebot der folgepflichtigen Hintersassen, für die Verteidigungsorganisation und für die Landwehren zuständig. Den Vorsitz führte als Vertreter des obersten Gerichtsherrn, des Herzogs, der Gogrefe. Dieser wurde ursprünglich von der Gerichtsgemeinde frei gewählt. Der Herzog musste die Wahl lediglich bestätigen, konnte jedoch keinen Gogrefen ablehnen. Seit dem 14. Jahrhundert versuchten die Landesherrn ihren Einfluss auf die Besetzung der Gogrefen auszuweiten, bis das Wahlrecht der Gerichtsgemeinde im 16. Jahrhundert in den meisten Goen beseitigt war und landesherrliche Beamte die Gerichte leiteten.
Die vormaligen Gogerichte wurden seitdem als Landgerichte bezeichnet und hatten bereits einen Großteil ihrer Kompetenzen an die neu entstandenen Ämter und Vogteien verloren. Zudem wurden einzelne Gerichte zusammengelegt, so dass seit dem 17. Jahrhundert pro Amtsbezirk lediglich ein Gericht übrigblieb. Neben der Rechtsprechung in niederen Strafgerichtsfällen waren die Landgerichte unter anderem auch für die Abhaltung der Mannzahl, das heißt der Zählung der dingpflichtigen Untertanen, und für die Bekanntmachung landesherrlicher Verordnungen zuständig.
Die Ämter entwickelten sich beginnend im 13. Jahrhundert teilweise parallel zu den bestehenden Gogerichten, teilweise gründeten sie sich auf diese. Über den Entstehungsprozess gibt es jedoch nur geringe Kenntnisse. Seit dem 16. Jahrhundert setzte sich die Bezeichnung Amt durch, die Unterbezirke der Ämter wurden als Vogteien bezeichnet. Der Ämterbildungsprozess war im 16. Jahrhundert nach der Reformation mit der Entstehung der Klosterämter in seinen Grundzügen abgeschlossen. An der Spitze der Ämter stand ein Amtmann, der vom Herzog eingesetzt wurden. Zum Amt gehörte der so genannte Amtshof, der ursprünglich vom Amtmann selber verwaltet, seit dem 17. Jahrhundert jedoch meist verpachtet wurde. Unterstellt waren die Ämter der herzoglichen Finanzverwaltung, der Rentkammer in Celle. Die Ämter nahmen die herzoglichen Herrschaftsrechte wahr und waren an der Erhebung landesherrlicher Steuern beteiligt. Insbesondere waren sie erstinstanzlicher Gerichtsstandort für alle Zivilstreitigkeiten und Verwaltungsmittelpunkt für den herzoglichen Grundbesitz, das heißt, sie erhoben die dem Herzog zustehenden grundherrschaftlichen Abgaben.
Sonderfälle stellten die so genannten geschlossenen adeligen Gerichte in Gartow und Wathlingen dar. Dort waren die ansässigen Familien von Bernstorff bzw. von Lüneburg nicht nur im Besitz der niederen und höheren Gerichtsbarkeit, sondern nahmen auch die herzoglichen Verwaltungsaufgaben wahr. Die Städte Celle, Harburg, Lüchow, Dannenberg, Hitzacker und Soltau waren eigenständige Verwaltungskörper und ebenfalls nicht in das Ämtersystem eingebunden. Neben einer eigenen Verwaltung besaßen sie die Niedergerichtsbarkeit, lediglich für die Hochgerichtsbarkeit war das Kanzleigericht in Celle zuständig. Lüneburg und Uelzen erreichten eine noch weitergehende Unabhängigkeit und besaßen neben der Nieder- auch die Hochgerichtsbarkeit.
Eine eigenständige Verwaltung- und Gerichtstätigkeit der Ortschaften, die unabhängig von den landesherrlichen Ämtern, Land- und Gogerichten ausgeübt wurde, existierte im Fürstentum Lüneburg nur in Einzelfällen in Form der sogenannten Bauernköhr. In den wendländischen Ämtern zählten dazu die sogenannten Tuchten. Diese waren eine Vereinigung mehrere Ortschaften und unter anderem zuständig für die Unterhaltung der Elbdeiche, der Landfolge und die Landdienste. Daneben besaßen sie das Recht in niederen Straffällen selber Gericht zu halten und Geldstrafen zu verhängen.

### Gerichtswesen

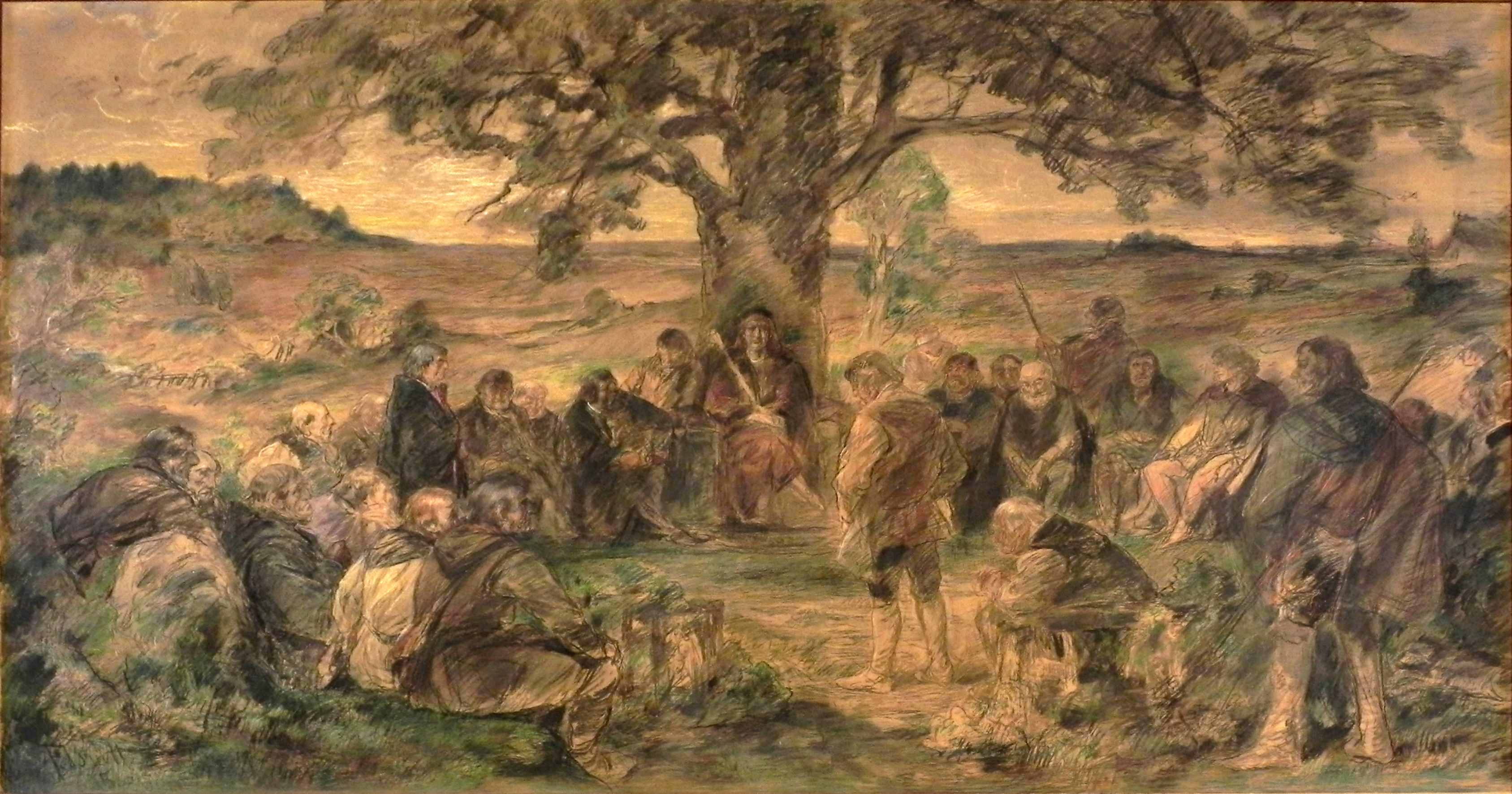
Das Gogericht in der Vogtey Bergen. Gemälde von Ferdinand Brütt im Ratssaal des Stadthauses Bergen.

Für den Großteil der ländlichen Bevölkerung waren bis ins 16. Jahrhundert Gogerichte für alle zivil- und strafrechtlichen Verfahren zuständig. Die Gerichtskompetenzen gingen in einem längeren Prozess, der sich zum Teil bis ins 17. Jahrhundert hinzog, zum Großteil auf die Ämter und auf das Kanzleigericht in Celle über. Den ursprünglichen Gogerichten verblieb lediglich die niedere Strafgerichtsbarkeit, die sogenannte Wrogengerichtsbarkeit. Seit dieser Zeit wurden sie überwiegend als Landgerichte bezeichnet.
In den Städten lag die Gerichtsherrschaft ursprünglich beim Stadtherren, im Fürstentum Lüneburg damit bei den Lüneburger Herzögen. Im Laufe des späten Mittelalters gelang es den Städten jedoch, in unterschiedlichem Maße, die Gerichtsherrschaft durch Privilegienverleihung sowie durch Kauf oder Verpfändung an sich zu bringen. Der zum Großteil aus dem unfreien Stand hervorgegangene Ministerialenadel hatte seinen Gerichtsstand ursprünglich, wie die bäuerliche Bevölkerung auch, vor den Gogerichten., erlangte jedoch in den folgenden Jahrhunderten die Exemtion von diesen. Seitdem hatte der Adel seinen Gerichtsstand vor den obersten Gerichten im Fürstentum.
Seit dem 16. Jahrhundert waren für den Großteil der Einwohner des Fürstentums in erster Instanz in zivilrechtlichen Fragen die Ämter, in niederen Strafgerichtsprozessen die Landgerichte zuständig, in höheren Strafgerichtsprozessen wurde die Untersuchung von den Ämtern geleitet und das Urteil, nach Fällung durch das Kanzleigericht in Celle, von diesen umgesetzt. Für die Einwohner der Städte, die über die niedere oder höhere Gerichtsbarkeit verfügten, waren die städtischen Gerichte zuständig, für die Einwohner der adeligen Gerichte die jeweiligen Gutsherren bzw. die von diesen eingesetzten Richter. Für den Adel sowie die meisten höheren Beamten war das Kanzleigericht erste Instanz in allen Zivil- und Strafrechtsfällen.
Im Fürstentum Lüneburg existierten neben den geschlossenen adeligen Gerichten in Gartow und in Wathlingen 18 sogenannte ungeschlossene adelige Gerichte. Diese besaßen die niedere und zum Teil auch die höhere Gerichtsbarkeit, nahmen aber im Gegensatz zu den geschlossenen Gerichten keine hoheitlichen Verwaltungsaufgaben wahr. Daneben existierten zahlreiche adelige Patrimonialgerichte, deren Zuständigkeiten sich jedoch auf einzelne Einwohner und einzelne Bereiche der Gerichtsbarkeit beschränkten. So gab es die Binnen-, Pfahl-, Zaun-, Dorf-, Straßen- und Feldgerichte.
Eine eigenständige Gerichtstätigkeit der Ortschaften, die unabhängig von den landesherrlichen Ämtern, Land- und Gogerichten ausgeübt wurde, existierte im Fürstentum Lüneburg nur in Einzelfällen in Form der sogenannten Bauernköhr. In den wendländischen Ämtern zählten dazu die sogenannten Tuchten. Diese waren eine Vereinigung von mehreren Ortschaften und besaßen das Recht in niederen Straffällen selber Gericht zu halten und Geldstrafen zu verhängen.
Berufungsgericht war das Kanzleigericht und seit 1535 das ständisch besetzte Hofgericht in Uelzen bzw. seit 1563 in Celle. Eine klare Abgrenzung der Zuständigkeiten gab es nicht, die Wahl des Gerichts war dem Kläger überlassen. Lediglich in peinlichen Sachen war ausschließlich das Kanzleigericht zuständig. Seit 1495 bestand die Möglichkeit, das Reichskammergericht anzurufen. 1566 wurde den lüneburgischen Herzögen erstmals ein kaiserliches Appellationsprivileg erteilt. Durch dieses wurde festgelegt, dass das Reichskammergericht erst ab einem bestimmten Streitwert angerufen werden durfte. Die genaue Summe wurde mehrfach erhöht, seit 1648 betrug sie 2000 rheinische Gulden.
Für alle zivilen Rechtsstreitigkeiten und Strafrechtsfälle, die im Zusammenhang mit der Forstnutzung standen, waren die Holzungsgerichte zuständig, die ein- bis zweimal jährlich tagten und deren Grenzen unabhängig von denen der Ämter waren. Unter Vorsitz des Holzgrefen wurden die Urteile von den an der Holzmark Berechtigten, der Erbexen oder Erben, entschieden. Neben der Bestrafung von Waldfreveln wurde unter anderem über Pflanzmassnahmen, die Holznutzung oder den Beginn der Mast entschieden. Seit dem 16. Jahrhundert verloren diese Gerichte an Einfluss, Forststreitigkeiten wurden dann auch von anderen Gerichten entschieden. Durch die Polizeiordnung von 1618 wurde schließlich der Großteil der Kompetenzen der Holzgerichte auf die landesherrlichen Ämter übertragen. Lediglich dort, wo nicht der Landesherr, sondern die Kirche oder einzelne Adelige Inhaber der Holzherrschaft waren, konnten sich die Holzgerichte auch darüber hinaus erhalten.
Bis zur Reformation im 16. Jahrhundert wurde die geistige Gerichtsbarkeit durch die kirchlichen Sendgerichte ausgeübt. Das Fürstentum Lüneburg gehörte kirchenrechtlich zu den Bistümern Minden, Verden, Hildesheim, Bremen und Halberstadt. Diese waren ihrerseits in Archidiakonate gegliedert, in denen ein Großteil der Sendgerichte abgehalten wurden. Neben der archidiakonalen Sendgerichte existierten auch bischöfliche Sendgerichte, die sich jedoch auf einzelne Bereiche der kirchlichen Rechtsprechung beschränkten. Neben Prozessen zwischen Klerikern untereinander und zwischen Klerikern und Laien, wurden unter anderem auch Eheprozessen durch die geistigen Gerichte entschieden. Daneben wurde aber auch von vielen Nichtklerikern die Zuständigkeit der kirchlichen Gerichte in Rechtsverträgen ausdrücklich vereinbart, da sich die Parteien hierdurch Vorteile bei der Durchsetzbarkeit etwaiger Urteile versprachen. Seit 1562 existierte als oberstes geistliches Gericht das Konsistorium in Celle. Es war für alle Ehesachen, Prozesse zwischen Kirchen und zwischen Laien und Geistlichen zuständig. Für religiöse Straftaten, wie zum Beispiel die Hexerei oder dem Fernbleiben vom Gottesdienst, war hingegen die ordentliche Gerichtsbarkeit zuständig.
Die genauen Zuständigkeiten der Gerichte wurden seit dem 16. Jahrhundert zunehmend durch Verordnungen geregelt, so unter anderem durch die Hofgerichtsordnungen von 1535 und 1564, der Regimentsordnung von 1618 sowie den Polizeiordnungen von 1564 und 1618. Als Rechtsquellen dienten das römische, das kanonische und das heimische Recht. Letzteres bestand aus gesetztem Recht, wie zum Beispiel den Stadtrechten oder landes- bzw. reichsherrlichen Verordnungen, sowie aus zumeist nur mündlich tradiertem Gewohnheitsrecht. Bis ins Spätmittelalter hatte im weltlichen Bereich ausschließlich das heimische Recht, in der kirchlichen Gerichtsbarkeit das kanonische Recht Anwendung gefunden. Seit dem 14. Jahrhundert gewann das römische Recht im weltlichen Bereich zunehmend an Bedeutung, galt allerdings nur als subsidiäres Recht, d. h. es kam nur dann zur Anwendung, wenn das heimische Recht zu einer Frage keine Regelung bereit hielt. Im 16. und 17. Jahrhundert wurde der Gebrauch des Gewohnheitsrechtes zurückgedrängt und es kam schließlich nur noch zur Anwendung, wenn dessen frühere Geltung vor Gericht nachgewiesen werden konnte.

### Ständewesen
Die ständische Mitbestimmung geht bis ins ausgehende 13. Jahrhundert zurück. Im 14. und 15. Jahrhundert ging es auf den Landtage primär um die Genehmigung neuer Steuern. Im 16. und 17. Jahrhundert trat neben die Steuerbewilligung eine Beteiligung an der Landesgesetzgebung und eine Einbindung in die Verwaltung des Fürstentums. So hatten die Stände unter anderem ein Präsentationsrecht für zahlreiche Verwaltungsstellen. Beginnend im 16. Jahrhundert wurden von den Landtagen zunehmend Ausschüsse gebildet, die die Verhandlungen mit den Herzögen übernahmen und eine Entscheidungsbefugnis für die gesamten Landstände hatten. Aus diesen Ausschüssen entwickelte sich Mitte des 17. Jahrhunderts als feste Vertretung der Stände die Landschaft des Fürstentums Lüneburg. Diese bestand aus Vertretern der Prälatur, des ritterschaftlichen Adels und der Städte und hatte ihren Sitz in Celle. Eine Versammlung der gesamten Landstände fand seit dieser Zeit nur noch in Ausnahmefällen statt.

### Militärwesen

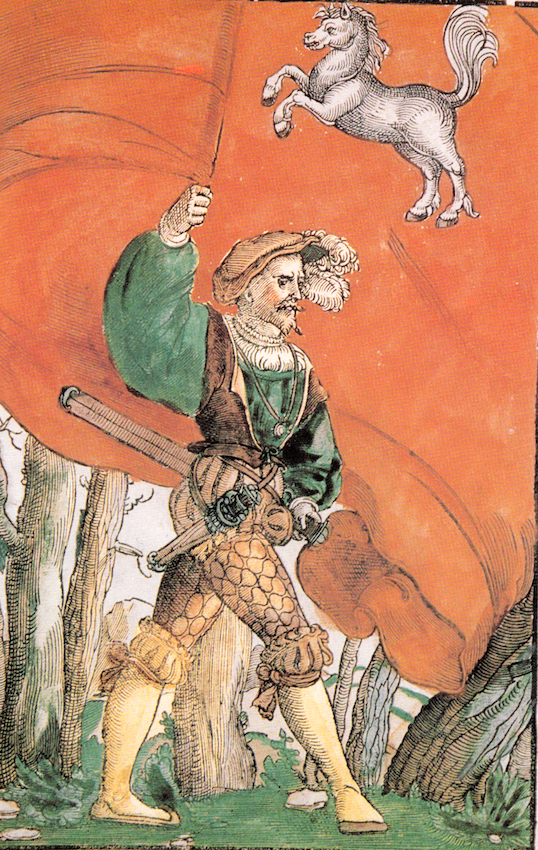
Landsknecht mit welfischer Fahne. Kolorierter Holzschnitt Ende des 16. Jahrhunderts.

Bis ins 16. Jahrhundert bestand das militärische Aufgebot aus der Lehnsmiliz, also der zum militärischen Dienst verpflichteten Ritterschaft, und dem Heerbann, das heißt, Teilen der Landbevölkerung. Die Dienstpflicht der Lehnsmiliz entsprang den lehnsrechtlichen Bindungen an die Celler Herzöge, der Heerbann der Verpflichtung dem Grundherrn gegenüber. Seit dem Aufkommen der Feuerwaffen im 15. Jahrhundert wurden zunehmend Söldnerheere eingesetzt, die jeweils für einzelne Kriege verpflichtet und anschließend wieder aus dem Dienst entlassen wurden. Ergänzten sie anfangs lediglich die Ritterheere, ersetzten sie diese aufgrund ihrer militärischen Überlegenheit im 16. Jahrhundert größtenteils. Stehende Truppen gab es bis ins 17. Jahrhundert nur in sehr geringem Umfang. Lediglich die herzoglichen Leibwachen und Soldaten zur Sicherung der Celler Residenz standen permanent im Dienst der Herzöge.
In den ersten Jahren des Dreißigjährigen Krieges bestanden die Truppen noch aus Söldnerheeren, bis 1631 unter dem Calenberger Herzog Georg Truppen für das welfische Gesamthaus Braunschweig-Lüneburg aufgestellt wurden, die erstmals als stehendes Heer dauerhaft im Dienst der Herzöge blieben. Nach dem Ende des gemeinschaftlichen Heeres des Gesamthauses Braunschweig-Lüneburg im Jahr 1644 kam ein Teil der Regimenter an das Fürstentum Lüneburg und bildeten das lüneburgische Heer. 1650 wurde die Truppenstärke auf Verlangen der Landstände zunächst reduziert, bereits 1651 und 1665 nach dem Regierungsantritt Georg Wilhelms wieder deutlich ausgebaut. Eingesetzt wurden die Truppen in dieser Zeit vor allem in mehreren europäischen Kriegen, unter anderem in Venedig, in Spanien und in den Niederlanden. Nach dem Anschluss des Fürstentums Lüneburg an das Kurfürstentum Hannover wurde die lüneburgische Armee mit der kurhannoverschen vereinigt.

## Wirtschafts- und Sozialgeschichte

### Agrarverfassung

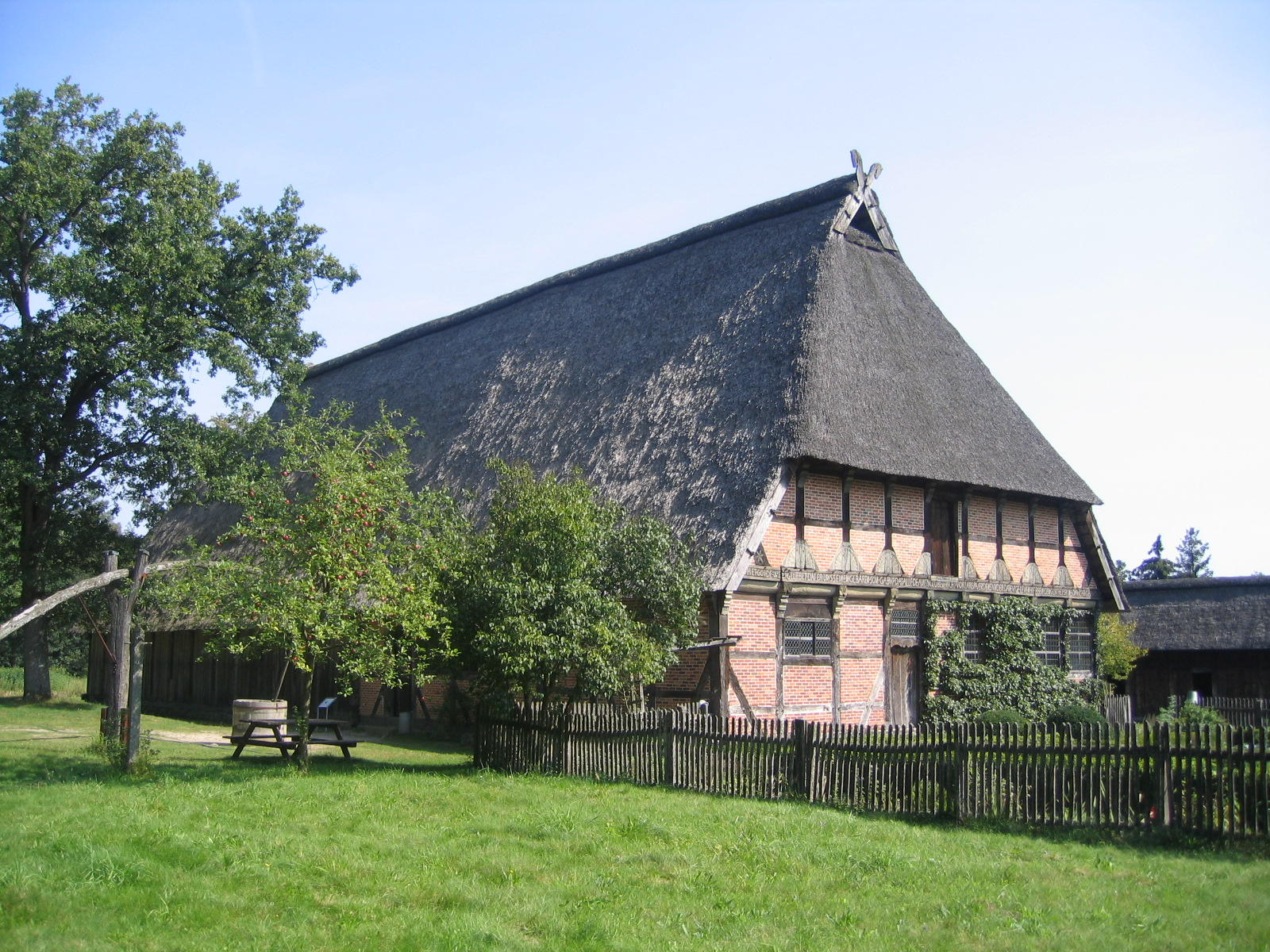
Haupthaus des Brümmerhofes, ehemaliger Vollhof in Moide

Das Fürstentum Lüneburg war in erster Linie durch ländliche Siedlungen und die Landwirtschaft geprägt. Die Größe der Bauernhöfe war sehr unterschiedlich und spiegelte die verschiedenen sozialen Schichten der bäuerlichen Bevölkerung wider: Neben Voll- und Halbhöfen gab es sogenannte Köter, die nur mit wenig Land und geringen Rechten an der Allmende ausgestattet waren, und seit dem Ende des 15. Jahrhunderts die sogenannten Brinksitzer. Diese verfügten nur über Gartenland und waren in der Regel nicht an der Allmende beteiligt. Häuslinge und Einlieger besaßen gar kein Land, wohnten auf den Höfen zur Miete und waren auf bezahlte Arbeit auf fremden Höfen oder im ländlichen Handwerk angewiesen. Während das Ackerland jedem Hof separat zugehörig war, befanden sich das Weideland und der Wald, die sogenannte Allmende, im Besitz der Dorfgemeinschaft und wurden gemeinschaftlich bewirtschaftet. Die Höfe befanden sich überwiegend im Eigentum der Grundherren, lediglich im Großen Freien und in den Elbmarschen hatte sich bäuerliches Eigentum erhalten. Die Grundherrschaft wurde von den zumeist adeligen Besitzern der Rittergütern, der Kirche oder den Lüneburger Herzögen selbst ausgeübt. In der Regel waren die Bauern einer Ortschaft verschiedenen Grundherren zugehörig – geschlossene Gutsbezirke waren im Lüneburgischen eine Ausnahme und vor allem im östlichen Teil des Fürstentums, im Wendland, anzutreffen. Der überwiegende Teil der Höfe wurde nach Meierrecht vergeben. Die Bauern waren dem Grundherren abgabenpflichtig, auf der anderen Seite beinhaltete das Meierrecht auch eine Fürsorgepflicht des Grundherren dem Bauern gegenüber. Ursprünglich wurden die Höfe jeweils nur für einige Jahre an die Bauern vergeben, nach Ablauf dieser Nutzungsdauer mussten die Verträge neu ausgehandelt werden. Seit dem 16. Jahrhundert entwickelte sich das Meierrecht zu einem erblichen Nutzungsrecht weiter.
Die Abgaben- und Dienstverpflichtungen der Höfe umfassten die Verpflichtungen dem Grundherren, dem Gerichtsherrn und dem Landesherrn gegenüber. Diese einzelnen Rechtsinstitute konnten sich im Besitz verschiedener Träger befinden, zum Teil vereinigten aber auch die Celler Herzöge alle Rechte in einer Hand. Die wichtigste Abgabe an den Grundherren bildete das sogenannte Meiergefälle. Es bestand aus einem Teil des Ackerertrages, der in der Regel in Form marktgängiger Früchte, zum Beispiel Roggen, abgeliefert werden musste. Hinzu kamen Abgaben auf den Viehbesitz, die jedoch für die Bauern in der Lüneburger Heide nur eine geringe Belastung darstellten. Außerdem waren die Bauern zu Diensten verpflichtet, deren Umfang von der Größe des Hofes abhing. Die Meiergefälle wurden seit dem 16. Jahrhundert zunehmend in Form fester, ertragsunabhängiger Abgaben fixiert und konnten seit dieser Zeit sowohl aus Natural-, als auch aus Geldabgaben bestehen. Daneben existierten weitere Abgaben die zum Beispiel bei einem Besitzerwechsel des Hofes erhoben wurden. Der Kornzehnt war hingegen ursprünglich eine Abgabe an die Kirche gewesen, befand sich zum Teil aber auch im Besitz der adeligen Grundherren und belief sich auf einen individuell festgelegten Anteil am Ackerertrag. Daneben gab es weitere Zehnte, zum Beispiel den Flachszehnten oder den Schmalzehnten, der sich auf den Viehbesitz bezog. Landesherrliche Steuern wurden seit dem 13. Jahrhundert erhoben. Erfolgten diese anfangs als sogenannte Beden noch unregelmäßig, wurden die Steuern im 16. Jahrhundert zunehmend zur Regel und die Abgaben beständig erweitert. Weitere Dienstverpflichtungen standen zum einen dem Inhaber der Gerichtsherrschaft, zum anderen der Landesherrschaft zu. Die Dienste für den Gerichtsherrn waren abhängig von der Größe der Höfe und umfassten Hand- und Spanndienste. Die Dienste dem Landesherrn gegenüber, die sogenannten Burgenvestendienste, bestanden zum Beispiel aus Hilfen bei der Jagd, beim Deichbau oder bei Befestigungsarbeiten.

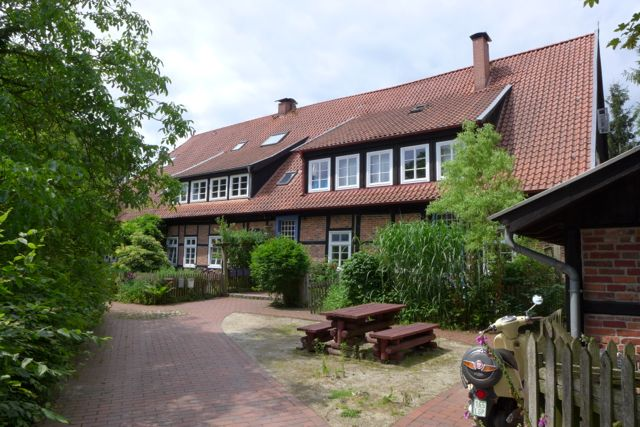
1686 erbautes Haupthaus des Rittergutes Eversen II

Die Rittergüter wurden als Lehnsgüter der Herzöge von Braunschweig-Lüneburg an den lüneburgischen Adel vergeben, teilweise auch an nicht-adelige Bauern. Die Güter zeichneten sich durch Steuerfreiheit aus, für ihre Besitzer war die herzogliche Kanzlei grundsätzlich erste Gerichtsinstanz und die Besitzer hatten Sitz und Stimme in der Ritterschaft des Fürstentums Lüneburg und dadurch das Recht, Abgeordnete für die Lüneburger Landtage zu wählen. Die Güter waren in die genossenschaftliche Besitzstruktur der Dörfer eingebunden–genauso wie die Bauernstellen besaßen sie lediglich ihr Ackerland als individuelle Parzellen, die Weide und der Wald wurde gemeinsam mit der übrigen Dorfgemeinschaft genutzt. Teilweise waren die Güter allerdings nicht nur an der gemeinschaftlichen Holzung berechtigt, sondern besaßen zusätzlich noch separate Waldungen. Die Ausstattung der Güter mit Ackerland und Berechtigungen an der Allmende war sehr unterschiedlich, erreichte in der Regel aber nicht mehr als die zwei- bis dreifache Größe eines Vollhofes. Der Umfang der zum Gut gehörenden Gerechtigkeiten unterschied sich ebenfalls sehr stark und konnte unter anderem grundherrschaftliche Rechte über pflichtige Bauernstellen, Zehntrechte, Gerichtsrechte oder Jagdrechte umfassen. Laut den ritterschaftlichen Matrikeln des Jahres 1752 bestanden zu dieser Zeit 192 Güter auf dem Gebiet des Fürstentums. Die Güter waren nicht gleichmäßig über das Fürstentum verteilt, sondern kamen vor allem im südlichen Landesteil vor. Der lüneburgische Adel entwickelte sich größtenteils im 12. und 13. Jahrhundert aus dem Ministerialenstand. Neben der Bewirtschaftung ihrer Güter standen viele Gutsbesitzer in Diensten der Herzöge und besetzten Positionen in der Verwaltung und im Militär. Zu den Familien, die oft über Jahrhunderte in der Verwaltung und im Beraterkreis des Herzogs zu finden waren, gehörten unter anderem die Familien Bothmer, Estorff, Meding, Lenthe, Wense und Grote.

### Bevölkerung

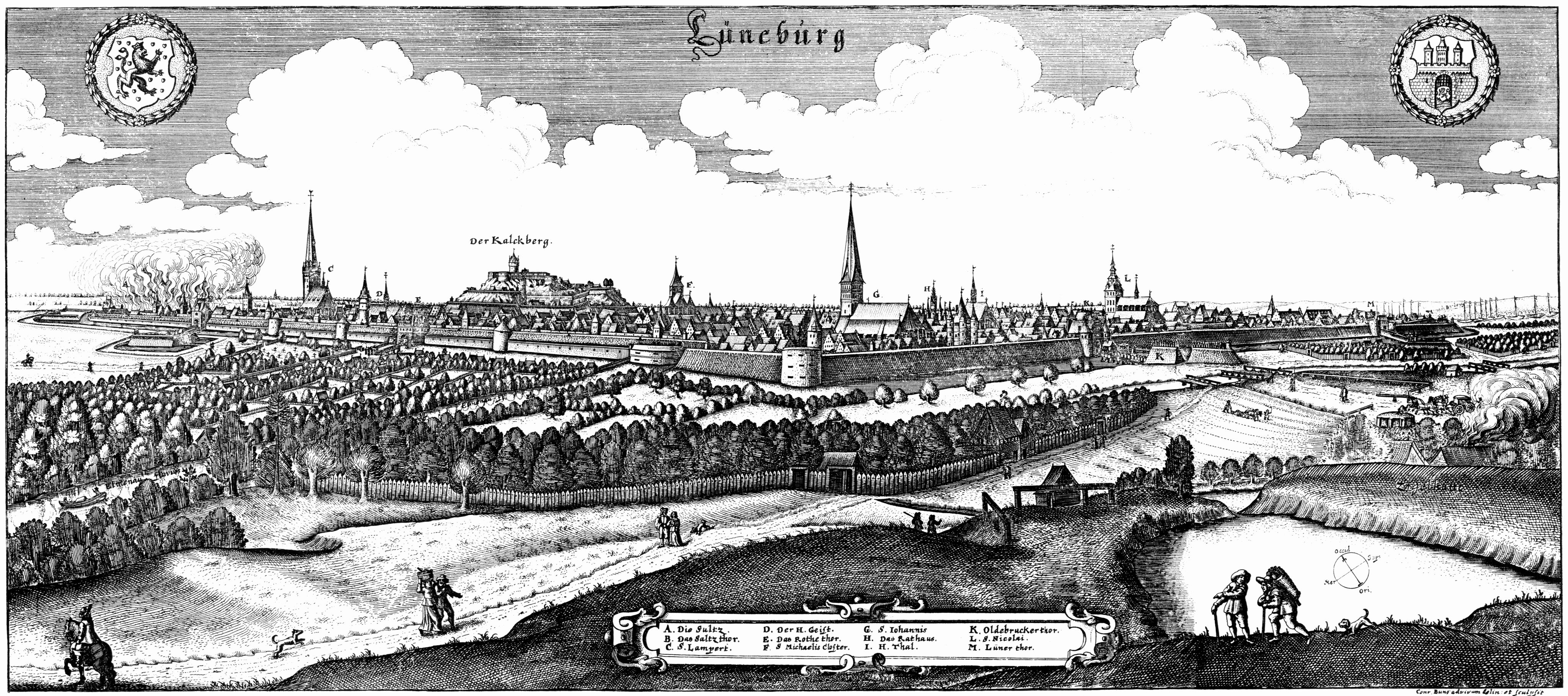
Zu Anfang des 17. Jahrhunderts war Lüneburg mit etwa 12.500 Einwohnern die bevölkerungsreichste Stadt im Fürstentum.

Untersuchungen zur Bevölkerungsgeschichte des Fürstentums Lüneburg liegen erst für die Zeit ab 1550 und nur für die Städte vor. Für diese Zeit bis zur Mitte des 17. Jahrhunderts wird von einem kontinuierlichen Bevölkerungszuwachs ausgegangen, der jedoch immer wieder von der Pest unterbrochen und die Bevölkerung dezimiert wurde. In den Folgejahren ist jedoch von einer zunehmenden Zuwachsrate der Bevölkerung auszugehen. Kriegerische Auseinandersetzungen, insbesondere während des Dreißigjährigen Krieges führten ebenfalls zu einem Rückgang der Bevölkerung. Die Ursache wird jedoch auch dabei primär in den Krankheiten gesehen, die wegen der durch die Kriege geschwächten Bevölkerung (Belastungen durch Einquartierungen, Nahrungsmittelknappheit, schlechte hygienische Zustände als in Friedenszeiten), zu einer höheren Mortalitätsrate führten als zu Friedenszeiten. Für das beginnende 17. Jahrhundert wird für Lüneburg von circa 12.500 Einwohnern, für Celle von circa 3.500 und für Uelzen von circa 1.400 Einwohnern ausgegangen. Für Harburg und Burgdorf wird eine Einwohnerzahl von weniger als 2.500 angenommen, für die Kleinstädte und Flecken Soltau, Gifhorn, Bevensen und Wustrow von weniger als 1.000.
Nach 1650 war das Gebiet des Fürstentums von keinen kriegerischen Auseinandersetzungen mehr betroffen, ebenso blieben größere Epidemien und Pestzüge aus. Die Bevölkerung in den Städten wuchs kontinuierlich, auf dem Land wurden viele während des Dreißigjährigen Krieges wüst gefallene Höfe wieder in Bewirtschaftung genommen. Eine Ausnahme dieser Entwicklung stellt Lüneburg dar, das seinen wirtschaftlichen Höhepunkt überschritten hatte und dessen Bevölkerungszahl zwischen den Jahren 1600 und 1700 um ein Drittel sank. Zahlen zur Gesamtbevölkerung liegen erstmals für das Jahr 1727 vor. Es wird für dieses Jahr für das Gebiet des Fürstentum Lüneburg von einer Gesamtbevölkerung von circa 190.000 ausgegangen.

### Religion
Das Fürstentum Lüneburg gehörte bis zur Einführung der Reformation kirchenrechtlich zu den Diözesen Minden, Verden, Hildesheim, Bremen und Halberstadt. Anfang des 16. Jahrhunderts gab es im Fürstentum 15 Klöster und Kanonikerstifte: Die Frauenklöster der Zisterzienser in Isenhagen, Wienhausen und Medingen, der Benediktiner in Lüne, Ebstorf und Walsrode, die Männerklöster der Benediktiner in Oldenstadt und Lüneburg, der Zisterzienser in Scharnebeck und der Prämonstratenser in Heiligenthal. Hinzu kamen die Konvente des Franziskanerordens in Celle, Lüneburg und Winsen sowie die Kanonikerstifte in Bardowick und Ramelsloh.

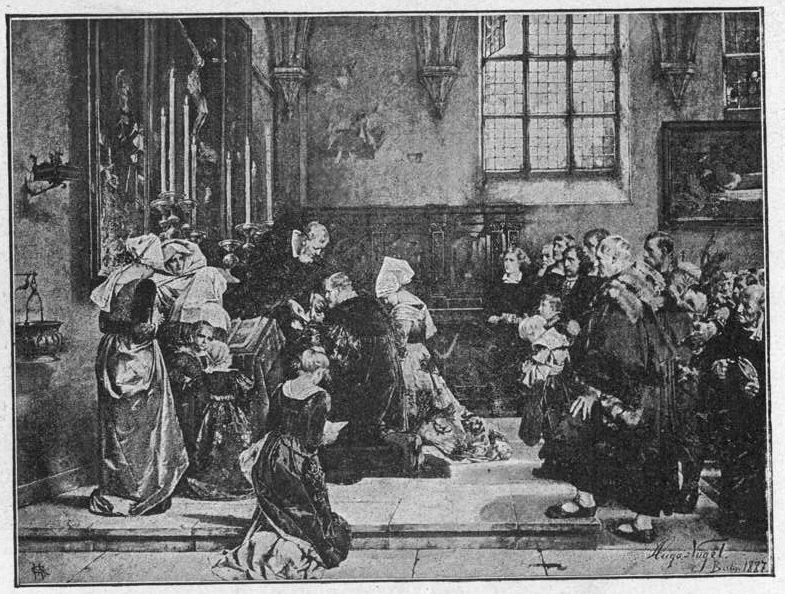
Bild aus dem 19. Jahrhundert mit dem Titel Ernst der Bekenner, Herzog von Braunschweig-Lüneburg, nimmt zum ersten Mal das Abendmahl unter beiderlei Gestalt zu Zelle 1530

Erste Berichte über lutherische Predigten im Fürstentum Lüneburg stammen aus dem Jahr 1524 von einer Kirche in Adenbüttel im Amt Gifhorn. Zur selben Zeit kam es auch in den Bürgerschaften der Städte Celle und Lüneburg zu ersten Auseinandersetzungen über die Lehren Martin Luthers. 1525 bekannte sich der Lüneburger Herzog Ernst der Bekenner erstmals öffentlich zu Luther. 1527 beschlossen die Stände des Fürstentums auf einem Landtag, dass das Evangelium in Zukunft rein und ohne menschliche Zusätze gepredigt werden solle. Im selben Jahr wurde eine vorläufige Kirchenordnung erlassen, ein sogenanntes Artikelbuch, mit dem die Gottesdienste im reformatorischen Sinne umgestaltet werden sollten. Mit der Einführung des Artikelbuches hatte sich das Fürstentum Lüneburg von der katholischen Kirche gelöst und eine eigene Landeskirche mit dem Herzog als Oberhaupt gegründet. Prägend für die weitere Entwicklung der Landeskirche des Fürstentums wurde der Theologe Urbanus Rhegius, den Ernst der Bekenner vom Reichstag in Augsburg mitgebracht hatte und der die weitere kirchliche Neuordnung des Landes organisierte und zum Generalsuperintendenten ernannt wurde.
Im Zuge der Reformation wurden die meisten Klosterkonvente aufgelöst und die Klostergüter von den Celler Herzögen eingezogen. Die Kanonikerstifte in Bardowick und in Ramelsloh blieben bestehen, ebenso die Klöster in Lüne, Ebstorf, Isenhagen, Wienhausen, Medingen und Walsrode in der Form evangelischer Damenstifte als Versorgungsanstalten für die Töchter des lüneburgischen Adels. Das Michaeliskloster bestand als evangelisches Männerkloster zunächst ebenfalls fort und wurde 1655 in die Lüneburger Ritterakademie umgewandelt. Während sich die neue Lehre in den folgenden Jahren sowohl in den Städten als auch in den Pfarrkirchen auf dem Land durchsetzte, leisteten die verbliebenen Klöster des Fürstentums massiven Widerstand und hielten an ihrem alten Bekenntnis fest. Erst 1587 wurde das letzte Kloster im Fürstentum, das Zisterzienserkloster in Wienhausen, nach der Wahl einer neuen Äbtissin endgültig evangelisch.

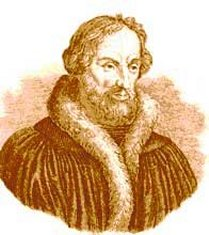
Johann Arndt, Generalsuperintendent von 1611 bis 1621, verfasste 1619 eine neue Kirchenordnung, die, 1643 noch einmal überarbeitet, bis zum Ende des Fürstentums 1705 in Kraft blieb.

1564 erschien eine gedruckte Kirchenordnung für das Fürstentum, die die Organisationsstruktur der lüneburgischen Landeskirche regelte und die bis in das 17. Jahrhundert gültig blieb. An der Spitze der Landeskirche stand der Generalsuperintendent, der sogenannte Generalissimus. Zu seinen Aufgaben zählte die Ordination und Visitation der Pastoren, außerdem war er wichtigstes Mitglied im Konsistorium. Diese oberste geistliche Behörde war für die Verwaltung der Kirche zuständig, außerdem war sie oberste Gerichtsinstanz für alle Ehesachen, Prozesse zwischen Kirchen und zwischen Laien und Geistlichen im Fürstentum. 1619 gab Generalsuperintendent Johann Arndt eine neue Kirchenordnung heraus, die, 1643 noch einmal überarbeitet, bis zum Anschluss des Fürstentums an Hannover im Jahr 1705 in Kraft blieb.
Seit 1686 bestand in Celle eine reformierte Gemeinde. 1684 hatte Georg Wilhelm unter dem Einfluss seiner Frau, der Hugenottin Eleonore d’Olbreuse ein Edikt erlassen, dass den reformierten Glaubensflüchtlingen aus Frankreich im Fürstentum Lüneburg Aufnahme und Förderung versprach. Der Celler Hof wurde zu einer großen hugenottischen Kolonie, deren meist aus Poitou stammende Angehörige rasch in Führungspositionen bei Hofe aufstiegen.
Bereits im 13. Jahrhundert war das Judenregal, das Recht des Königs auf Schutzgeldzahlungen durch die Juden, auf die Herzöge von Braunschweig-Lüneburg übergegangen. Jüdische Ansiedlungen sind auf dem Gebiet des Fürstentums Lüneburg im 13. Jahrhundert in Lüneburg bezeugt, Ende der 1350er Jahre kam es dort infolge der Pestepidemien zu Ausschreitungen gegen die jüdische Gemeinde. Weitere jüdische Ansiedlungen sind für diese Zeit in Lüchow und in Meinersen belegt. Erst im 17. Jahrhundert sind im Fürstentum wieder neue jüdische Ansiedlungen nachweisbar: in Harburg seit 1610, in Celle seit 1673, in Lüneburg seit 1680 und in Dannenberg seit 1685.

### Wirtschaft

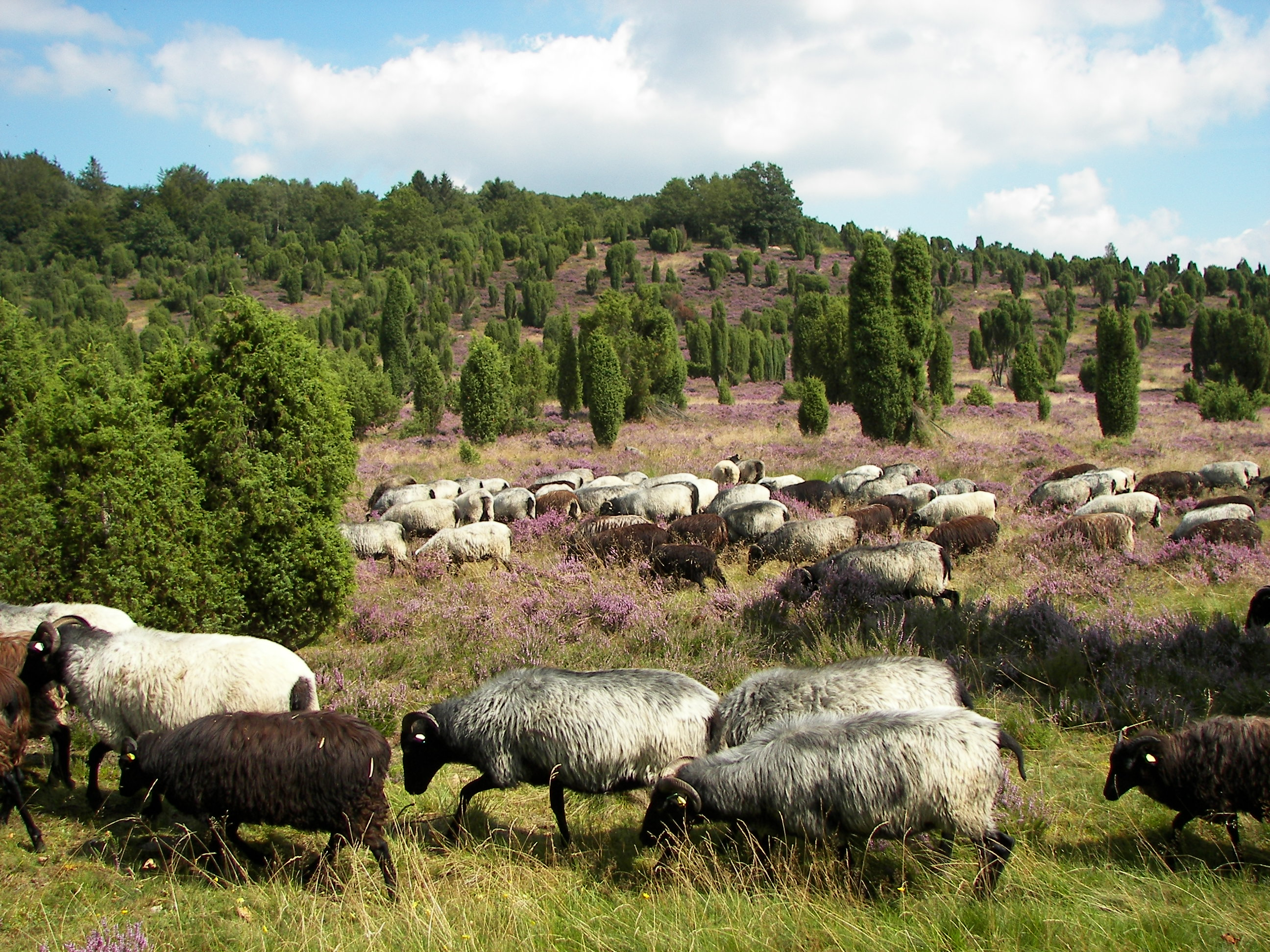
Heidschnuckenherde in der Lüneburger Heide

Die Landwirtschaft war vor allem durch die sogenannte Heidebauernwirtschaft geprägt, die auf die Nutzung der weiten Heideflächen der Lüneburger Heide angewiesen war. Die Heide diente als Viehweide und in Form von Heideplaggen als Einstreu, die dann als Dünger auf die Äcker ausgebracht wurden. Da es im Fürstentum überwiegend leichte Sandböden gab, die ohne Dünger kaum Erträge abgeworfen hätten, war dies die Voraussetzung um überhaupt Landwirtschaft betreiben zu können. Im Gegenzug trug diese Form der Landwirtschaft aber auch zur Entstehung und zur Erhaltung der großen Heideflächen der Lüneburger Heide bei. Durch die Nutzung der Heideflächen als Viehweide und durch den Plaggenhieb wurde sichergestellt, dass die Heideflächen nicht verwaldeten. In der Viehhaltung kam der Heidschnucke eine zentrale Bedeutung zu, da sie sehr genügsam war und das Heidekraut als Futter annahm. Wichtigste Früchte im Ackerbau waren der Roggen als Dauerfrucht und der Buchweizen. Neben der Viehhaltung und dem Ackerbau spielte die Heideimkerei eine wichtige Rolle. Auch diese war auf die Heidepflanzen als Futtergrundlage für die Bienen angewiesen, im Gegenzug sicherten die Bienen durch Bestäubung die Vermehrung des Heidekrautes. Von der Heidebauernwirtschaft unterschied sich die Landwirtschaft in den Elbmarschen, die aufgrund der besseren Böden höhere Erträge abwarf.
Neben der Landwirtschaft gab es in den ländlichen Gebieten in geringem Umfang auch handwerkliches Gewerbe. Dieses war jedoch starken Reglementierungen ausgesetzt und politisch nur insoweit erwünscht, wie es unbedingt notwendig war. Bedeutung erlangten auf dem Land außerdem die Mühlen zur Getreide- und Ölproduktion und die Textilproduktion als Heimgewerbe.
Der Schwerpunkt der städtischen Wirtschaft lag im Handwerk und im Handel. Lüneburg und Uelzen waren Mitglied in der Hanse, auch die Wirtschaftskraft Celles war in starkem Maße vom Handel abhängig. Seit 1459 hatte Celle das Monopol auf die Kornschifffahrt auf der Aller und verdankte diesem seinen wirtschaftlichen Aufschwung im 15. Jahrhundert. Der Verlust des Monopols 1618 war mit schweren wirtschaftlichen Einbußen verbunden. Insbesondere in der Stadt Lüneburg spielte die Salzgewinnung eine große Rolle, durch die die Kommune im ausgehenden Spätmittelalter zu großem Reichtum und politischem Einfluss gelangte. Neben der Lüneburger Saline gab es auf dem Gebiet des Fürstentums eine weitere Saline in Sülze. Diese wurde von den Lüneburger Herzögen gezielt gefördert, um ein Gegengewicht zu Lüneburg zu bilden, erreichte aber aufgrund geringerer Solequalitäten nur geringe Fördermengen.

### Geldwesen

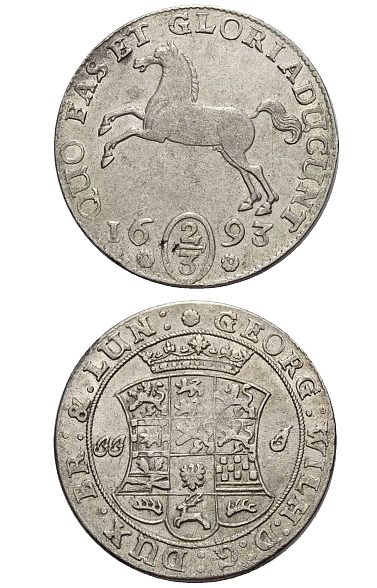
2/3 Taler, geprägt 1693 in Celle von Herzog Georg Wilhelm

Das Münzwesen im Fürstentum Lüneburg war von einer Vielzahl an Währungseinheiten geprägt, die zeitgleich Verwendung fanden. Bei den Münzen handelte es sich in erster Linie um Kurantmünzen, das heißt ihr Kurswert entsprach in etwa ihrem Materialwert. Ab dem 17. Jahrhundert traten auch Scheidemünzen hinzu, zum Beispiel in Form von Kupfermünzen. Seit dem 14. Jahrhundert dominierten die Schillinge, Doppelschillinge und Witten des Wendischen Münzvereins und die braunschweigischen Pfennige den Geldverkehr im Fürstentum. 1555 wurde die Braunschweigische Münzgenossenschaft gegründet, der die Celler Herzöge beitraten. Geprägt werden sollten laut Vereinbarung ihrer Mitglieder nur noch Fürstengroschen. Nach Erlass der Augsburger Reichsmünzordnung von 1566 und der Bildung des Niedersächsischen Münzkreises wurde die Braunschweigische Münzgenossenschaft wieder aufgelöst und der Taler gewann erheblich an Bedeutung. Bereits seit den 1530er Jahren wurde dieser in Norddeutschland geschlagen, unter anderem ab 1546 in Lüneburg.
Münzen wurden im Fürstentum sowohl von den Städten als auch von den Herzögen selbst geprägt. 1293 hatte Herzog Otto der Strenge seine Münzrechte für den nördlichen Teil des Fürstentums an die Stadt Lüneburg, 1322 für den südlichen Teil an die Stadt Hannover verkauft. Dies führte zu einer Neuordnung des Münzwesens und mehrere kleine Münzstätten mussten geschlossen werden. Das Münzgericht wurde einem ständisch besetzten Gremium übertragen, das die Münzmeister anstellen und den Münzfuß bestimmen sollte. Bereits im 15. Jahrhundert prägten die Welfen wieder eigene Münzen. Bernhard I. ließ nach 1409 Groschen im Wert von Sechslingen schlagen, Friedrich der Fromme ab 1445 Meißner Groschen. Der Großteil der Münzen wurde aber bis in die Neuzeit in städtischen Münzstätten geschlagen. In Harburg ließen die Herzöge ab 1616 Doppelschillinge und in späteren Jahren auch Taler und andere Münzen schlagen. Ab 1622 wurden in Celle Kupfermünzen geprägt, in Winsen wurde eine Münzstätte eingerichtet. Unter Herzog Georg Wilhelm wurden in Celle ab 1673 Dukaten, Taler, Groschen und Mariengroschen geprägt.